# Parque nacional La Campana
El parque nacional La Campana es un área silvestre protegida por el Estado de Chile en la Región de Valparaíso. Constituye una de las áreas naturales más representativas de la flora y fauna de la zona central del país. Además, la Unesco ha declarado este parque, en conjunto con el área del lago Peñuelas, reserva de la biosfera. Se trata de un área con una notable biodiversidad florística, puesto que cerca del 20 % de las especies vegetales presentes en todo Chile están representadas de manera natural en este parque. Destaca principalmente por el «Palmar de Ocoa», uno de los últimos bosques naturales de palma chilena (Jubaea chilensis), especie endémica de Chile.
El poblamiento humano temprano ha sido rescatado por varias exploraciones arqueológicas que muestran al parque como lugar de asentamiento de las culturas precolombinas Llolleo, Bato y Aconcagua. El área donde hoy se encuentra el parque tuvo además un pasado minero, con una explotación de minerales importante que se extendió desde la época precolombina hasta el siglo XX. Todavía están visibles los vestigios de varias de estas minas en algunos senderos del parque. 
A lo largo de la historia, el cerro La Campana ha sido objeto de múltiples expediciones de investigación científica, de las cuales la más notable fue la de Charles Darwin, el 17 de agosto de 1834.

## Ubicación
El parque nacional La Campana se encuentra en Chile Central, en la Cordillera de la Costa. Se extiende entre los 32°55 y 33°01 de latitud Sur y los 71°09 y 71°01 de longitud Oeste.
Administrativamente pertenece a la Región de Valparaíso, provincias de Quillota y Marga Marga, abarcando terrenos de las comunas de Hijuelas y Olmué. El acceso por el sector de Granizo (Olmué) se encuentra a 60 km de Valparaíso, a 160 km de Santiago y a 29 km de la ciudad de Quillota, mientras que el acceso por Ocoa está ubicado algo más lejos de Valparaíso y de Quillota (a 90 km y a 37 km respectivamente), pero un poco más cerca de la capital, a 112 km de distancia.

## Vías de acceso

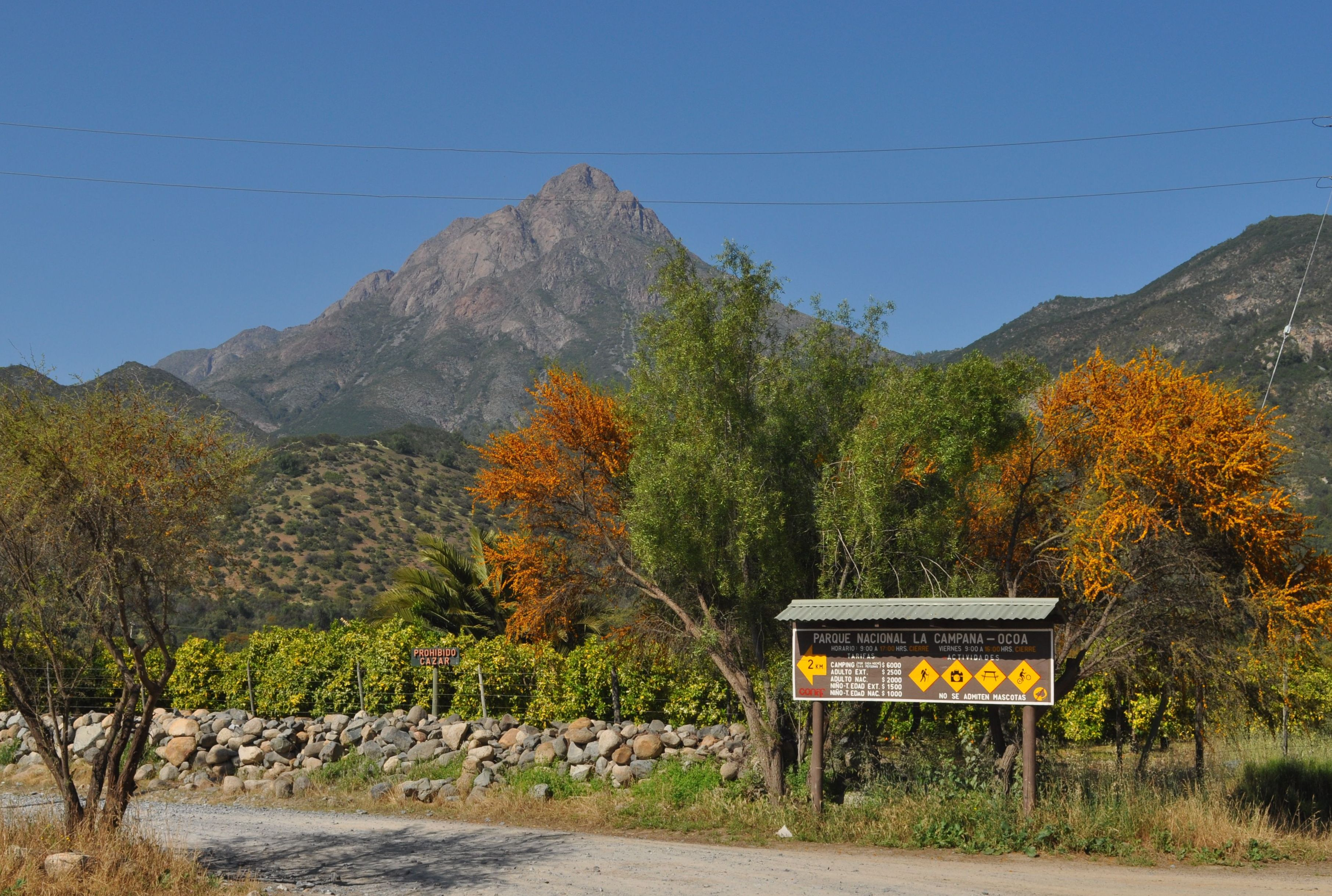
Ingreso por el sector de Ocoa

El Parque cuenta con tres entradas: A los sectores de Granizo y Cajón Grande se accede desde la localidad de Granizo, en la comuna de Olmué, mientras que al sector de Ocoa se accede por la localidad del mismo nombre, perteneciente a la comuna de Hijuelas.
- Desde Valparaíso o Viña del Mar, el acercamiento más rápido es por la Ruta 60 (Troncal Sur) hasta Limache, cruzando su casco urbano y seguir por Av. Adolfo Eastmann que lleva a Olmué, desde cuya plaza central sigue la Av. Granizo que lleva a la localidad del mismo nombre. En su paradero 40 hay una bifurcación señalizada hacia los sectores Granizo o Cajón Grande.
- Alternativamente se puede utilizar el Metro hasta la estación de Limache y desde allí buses de transporte público Granizo.
- Desde Santiago, se sigue la Ruta 5 Nortehasta Polpaico (km 40) y se toma el desvío a Tiltil. Cruzando esta localidad, se sigue por el camino a la Cuesta La Dormida. Tras pasar el portezuelo y bajado por el poniente hacia la localidad de Quebrada Alvarado, en Lo Narváez hay un desvío que lleva a la plaza de Olmué, desde allí se continúa por la Av. Granizo para llegar a su paradero 40.
- Al sector de Ocoa se accede desde Santiago por la Ruta 5 Norte (km 97) y desde Valparaíso o Viña del Mar por la Ruta 60. Se debe tomar la salida hacia la localidad de Ocoa y avanzar hasta el final de calle Vista Hermosa. Allí virar a la derecha y luego a la izquierda para llegar a la entrada del sector Ocoa del Parque.[6]

## Caminos, senderos y lugares de interés

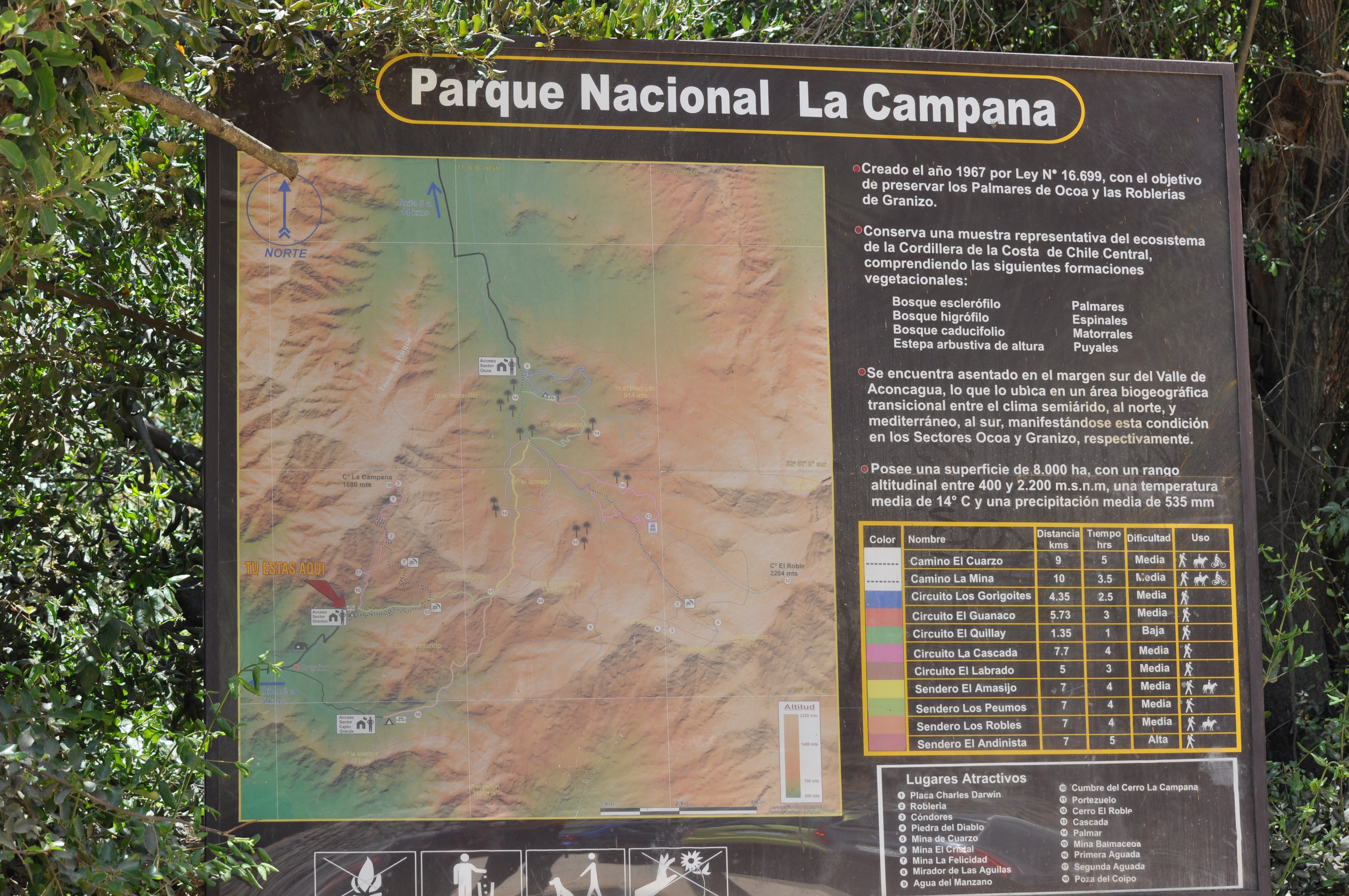
Panel informativo con mapa de caminos y senderos en el ingreso por Granizo

Tanto en el ingreso por Granizo, como también en la entrada por el sector de Ocoa y en el ingreso del sector Cajón Grande, existen paneles de información con mapas de los caminos y senderos que conducen al visitante a la cima de La Campana o a los distintos lugares de interés en el parque. En el ingreso por Granizo, por ejemplo, se describen 11 caminos posibles para una visita, indicando su duración en horas (desde una a cinco), su grado de dificultad, la cantidad de kilómetros totales y la factibilidad de transitar por el sendero a caballo o en bicicleta. Hay que tomar en cuenta que, a menos que se trate explícitamente de un circuito, el cálculo indicado es solo en un sentido, es decir el visitante debe considerar el doble en kilómetros y en tiempo para regresar con luz de día. Los mismos senderos y mapas están disponibles en folletos descargables gratuitamente desde el sitio web de la administración del parque.
Aparte de los senderos más frecuentados (el «Sendero del Andinista», el «Circuito el Guanaco» o «La Cascada»), existen otros caminos menos conocidos que conducen a lugares casi inexplorados. Tal es el caso del «Sendero Las Palmas», que va por la «Quebrada de Los Ángeles», un bello y húmedo paraje de bosque higrófilo denso. Al final de este sendero es posible ascender hacia «El Agua del Manzano», «Los Penitentes» o a los sectores más altos de los valles del «Cajón Grande». Los senderos a partir de aquí son menos obvios (pero es posible obtener los servicios de un arriero como guía).

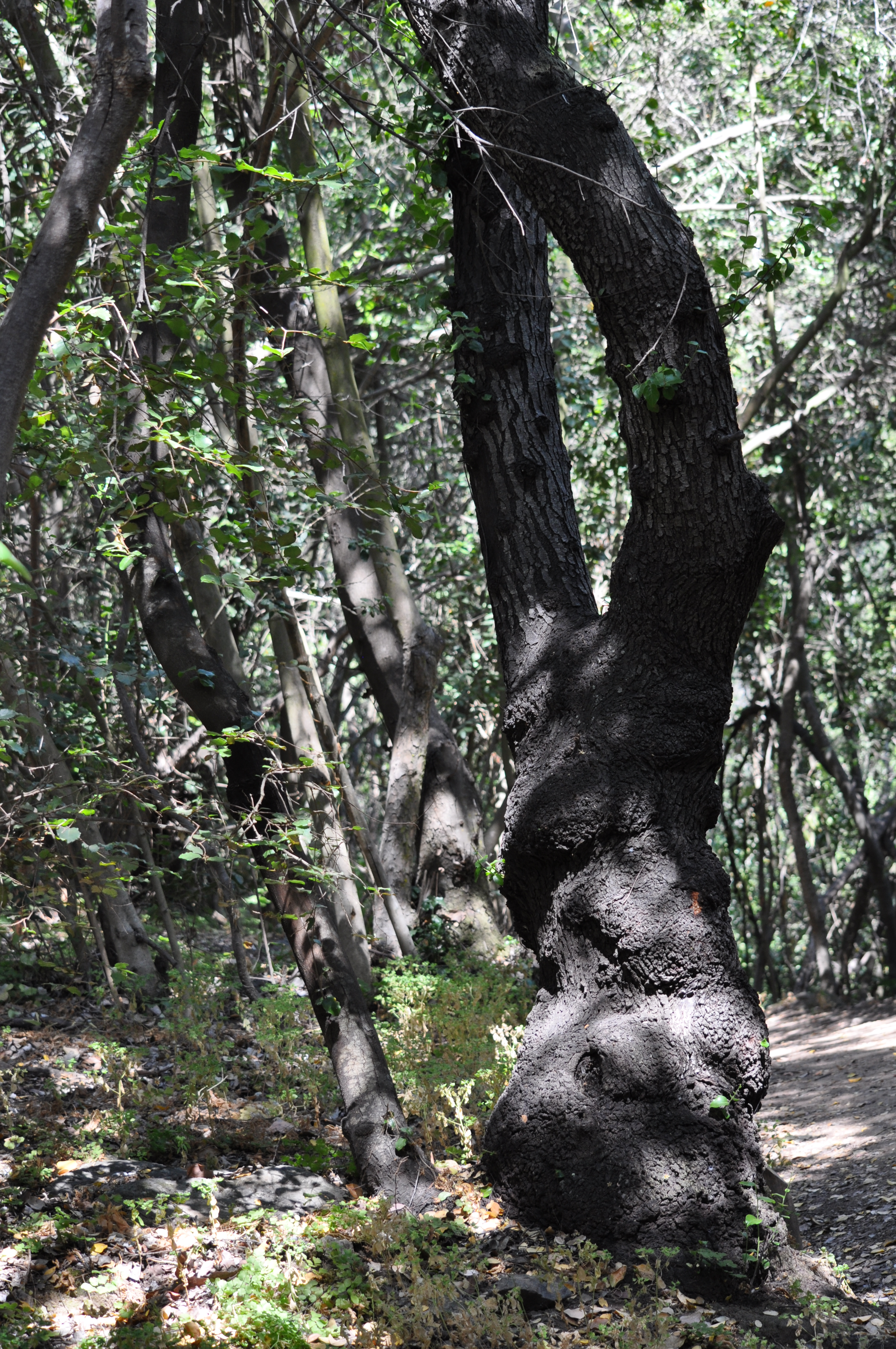
Un quillay añoso (Quillaja saponaria) a la orilla del sendero en el Circuito La Canasta

Una visita planificada supone sobre todo determinar qué se quiere ver, de cuánto tiempo se dispone y cuál es la condición física de los visitantes. Quienes llegan al parque con un interés montañista deportivo —o por otros motivos desean alcanzar la cumbre directamente y en pocas horas, por un camino seguro y con buena señalización— suelen elegir el «Sendero del Andinista». Es una ruta relativamente fácil que toma unas 4 a 5 horas hasta la cumbre (unas 2 hasta la mina y 2 a 3 desde allí hasta la cumbre, dependiendo de la condición). Desde la cumbre se puede divisar en un día claro toda la cuenca del Aconcagua desde la cordillera de los Andes hasta el Pacífico. Las sociedades de andinistas describen —aparte de este ruta oficial que ofrece el parque— varias alternativas de ascenso de diversa dificultad para deportistas entrenados: «Ruta de Darwin» (cara oeste del cerro); «Filo oeste»; «Ruta Chirinos-Honorato»; «La Grieta»; «Variante Schuckert» (variante de La Grieta, pero de menor dificultad); «La Gotera»; «Rangers»; «Placa Peñimawida»; «El Guanaco» (esta última no constituye propiamente una ruta, sino un lugar de paso obligado para quienes se extravían de la ruta «Filo oeste»). Debido a que La Campana es uno de los cerros con mayor cantidad de accidentes fatales en Chile, es crucial que las personas que utilicen rutas alternativas a la normal recomendada por CONAF cuenten con la información, mapas, equipo y entrenamiento adecuado.
Los interesados en observar, fotografiar o estudiar la palma chilena en todo su esplendor, suelen optar por seguir el «Sendero El Amasijo» en el sector de Ocoa que conduce —a través del palmar más densamente poblado (113 individuos por hectárea)— hasta el portezuelo de Ocoa. También es posible atravesar gran parte del parque por esta ruta, prácticamente cruzándolo de un extremo a otro, lo que requiere de unas 12 horas. Para esta caminata es necesario partir al amanecer desde el ingreso por Ocoa. Tras un recorrido de 7 kilómetros (por caminos poco exigentes) se llega al portezuelo, desde donde es necesario caminar otros tantos hasta llegar a alguno de los ingresos del otro extremo (Granizo o Cajón Grande).
El «Circuito La Canasta» en el sector Granizo responde a las expectativas de apreciación de la diversidad de la flora del parque. Se trata de un recorrido breve que se puede realizar en menos de una hora (es decir, también como desvío previo, antes de tomar el «Sendero del Andinista»). Permite observar una gran variedad de especies rotuladas con su denominación científica y el nombre común local, además de ofrecer información más amplia sobre la flora del parque en unos paneles ubicados en las «estaciones» del circuito.

## Toponimia y geomorfología

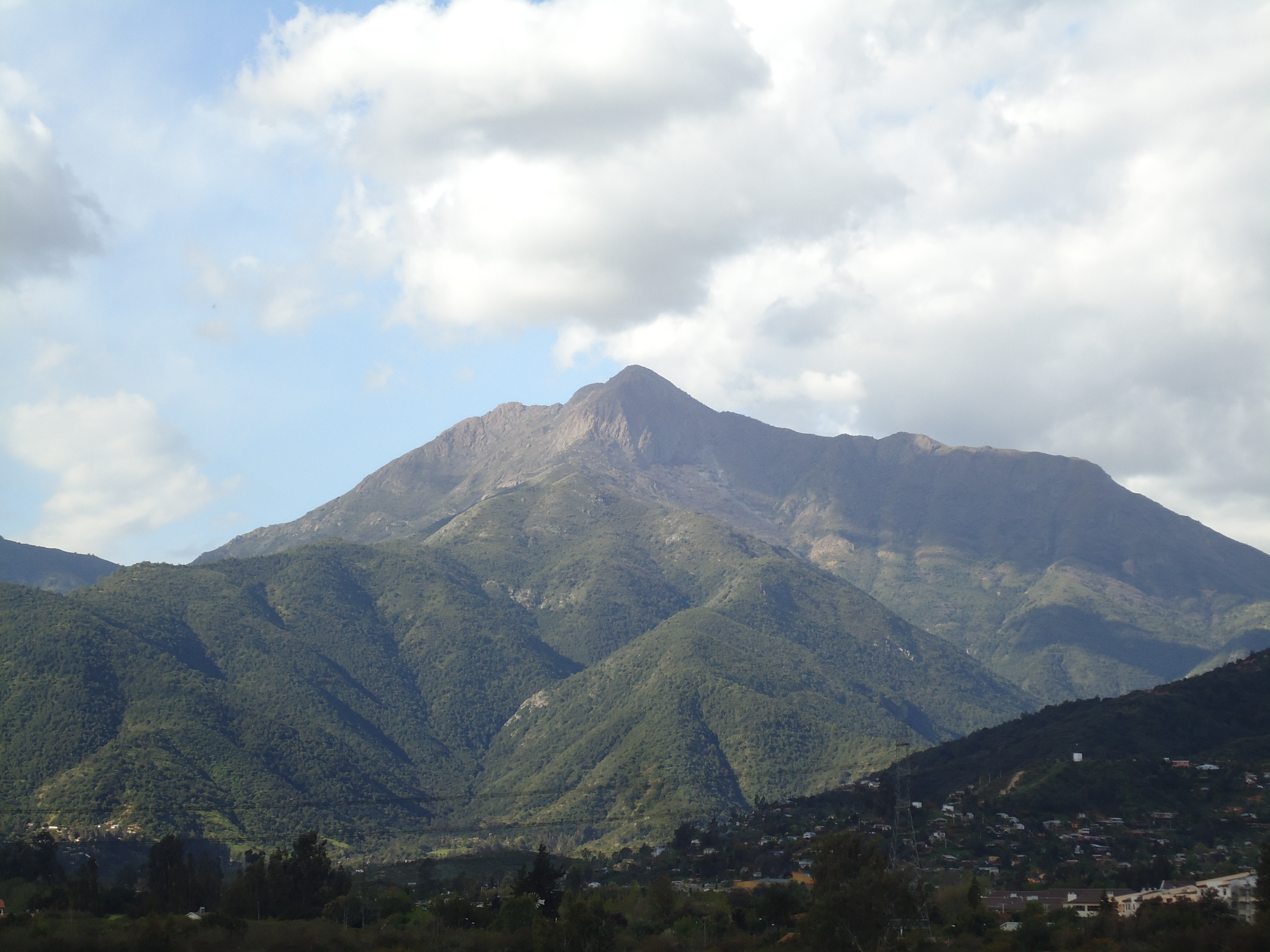
Vista del cerro La Campana

El nombre del parque se debe al cerro La Campana (1828 m s. n. m.), que a su vez se llama así porque, visto desde el valle del Aconcagua, su forma se asemeja a una campana. En el entorno del parque nacional, hay además otras cumbres que destacan en el relieve, como la del cerro El Roble (2222 m s. n. m.), que debe su nombre a los robledales que cubren sus laderas y faldeos, el morro «El Litre» (1621 m s. n. m.) y la puntilla «El Imán» (2035 m s. n. m.).
Las 8000 ha que ocupa, están claramente divididas en tres sectores: «Granizo», «Palmas de Ocoa» y «Cajón Grande», que ocupan las tres cuencas principales de la zona. La más pequeña de estas cuencas es la de Granizo, cuyo punto más alto es el cerro La Campana y el más bajo el sector denominado «La Troya» (a 600 m s. n. m.). La separación de la cuenca de Ocoa, de mayor extensión que la anterior, está demarcada por una cadena de cerros que incluye el morro «El Litre», alineados desde La Campana hasta el cerro «Los Roblecitos» (1280 m s. n. m.). La cuenca del Cajón Grande se ubica al este de Granizo y al sur de la Cuenca de Ocoa, separándose de esta por la divisoria de aguas que une El Roble y Los Roblecitos y continúa por las cumbres de «El Imán», «Cerro Pedregoso», «Cerro Sin Nombre», y «Cerro Los Penitentes». La entrada del parque por este sector se encuentra en el punto más bajo de esta cuenca (300 m s. n. m.). El Portezuelo de Ocoa (también conocido como «Puerta Ocoa», une al Cajón Grande con una de las vertientes de la Cuenca de Ocoa.
Desde el punto de vista geológico, el sector más antiguo de La Campana es el cordón que va de «Las Campanitas» a «Santa Teresa» y está compuesto por rocas cristalinas que formaban parte del batolito que intruyó la formación Lo Prado (esta última, constituida por rocas volcanosedimentarias del Cretácico inferior), es decir, hace 135 millones de años. Pero las rocas principales en La Campana son del Cretácico superior al Terciario inferior (gabros y granodioritas).

## Minería, yacimientos y mineralizaciones
Los yacimientos mineros del parque nacional La Campana están asociados principalmente a aquella secuencia volcanosedimentaria de la formación Lo Prado, lo que determina su localización alineada en el sector sur y suroeste del Cerro La Campana:
- Mina «Hierro»: con mineralizaciones asociadas de magnetita, hematita, pirita y calcopirita.
- Mina «Guanaco»: calcopirita, magnetita y pirita.
- Mina «Pronosticada»: blenda calcopirita, galena, arsenopirita, discrasita (mena de plata poco frecuente) y enargita.
- Mina «Felicidad»: calcopirita, pirita, molibdenita, blenda, magnetita y oro.
- Mina «Veta Grande»: calcopirita, pirita, arsenopirita y pirrotina.
- Mina «Opositora»: Calcopirita bornita, calcosina, magnetita, molibdenita, oro y plata[13]

Además de estas minas en línea, también existen algunos yacimientos dispersos en el sector aledaño al Cerro El Roble.

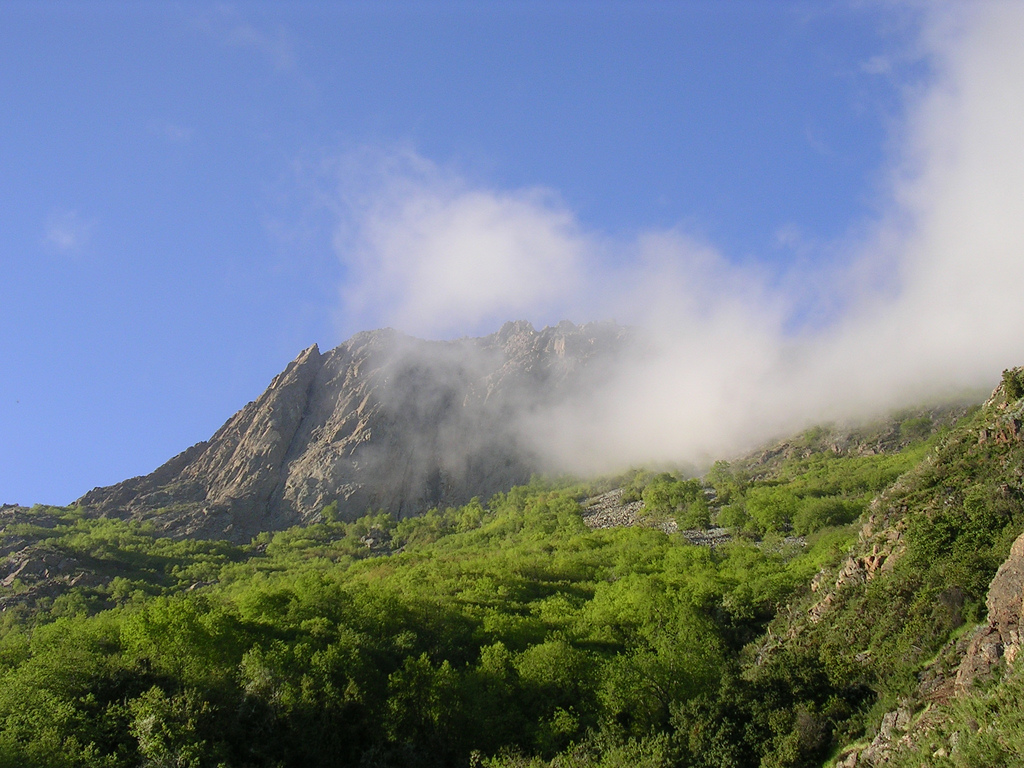
La Campana: Subiendo por el Sendero del Andinista se aprecia el corte horizontal de su cumbre que dio origen a la leyenda

La minería en el área del parque es muy antigua y no deja de tener algún carácter legendario. Los indígenas (picunches) estaban bastante descontentos con la actividad de los conquistadores buscadores de oro en su monte sagrado de La Campana. Los machis (brujos indígenas) elaboraban estrategias para hacer frente a quienes entorpecían la tranquilidad de Gulmué (Olmué). Con un conjuro mágico, según cuenta una leyenda, los brujos habrían intentado que desapareciesen los minerales valiosos del cono que coronaba la cima de La Campana. Así, habrían hecho caer rayos sobre el cerro para destruir el sector del oro (el cono inexistente de la cumbre de La Campana) y desde entonces, su cima tendría la forma recortada horizontalmente que actualmente conocemos. Esta acción mágica de los picunches habría hecho desistir a los conquistadores, quienes ante la imposibilidad de encontrar oro allí tras el conjuro indígena, habrían abandonado la zona. Tal como se analiza en la siguiente sección sobre la historia del parque, esta versión de la leyenda solo es una expresión de deseos de la población nativa, que poco tiene que ver con los hechos que realmente ocurrieron. Lo cierto es que la actividad minera siempre existió, se extendió de manera creciente e ininterrumpida desde que Pedro de Valdivia venció a la población indígena, se mantuvo durante toda la época colonial, continuó tras la independencia de Chile, se desarrolló a escala industrial desde mediados del siglo XIX y subsistió, con épocas de mayor y menor auge, de acuerdo con las fluctuaciones del precio de los metales, hasta fines del siglo XX.

## Historia

### Primeros grupos humanos
Diversos hallazgos arqueológicos – restos de utensilios elaborados con cerámica, piedras horadadas, morteros y manos de moler –  evidencian la presencia de asentamientos humanos tempranos en las planicies entre vertientes y quebradas de la zona en la que hoy se extiende el parque. Inicialmente, habitaron allí dos culturas del periodo agroalfarero temprano: los Llolleo (entre 300 y 900 d. C.) y los Bato (entre el 860 a. C. y el 800 d. C.), aunque los hallazgos de esta última tradición son más escasos y la evidencia más débil (solo fragmentos cerámicos). Más adelante, a partir del 900 d. C. y hasta la llegada de los españoles, hay abundantes vestigios de la ocupación de sectores de La Campana por la Cultura Aconcagua (periodo agroalfarero intermedio tardío).
De todos los vestigios prehispánicos, merece una mención especial la presencia en La Campana de piedras tacitas, unas horadaciones cóncavas talladas en grandes rocas, similares a las que se encuentran bastante más al norte, en el Valle del Encanto. Aún no existe claridad entre los arqueólogos sobre la función de estas oquedades y se ha postulado tanto un posible uso ritual, como su utilización más práctica y doméstica, ya sea para la conservación de agua y alimentos o para su molienda. Se ha postulado que su presencia cerca de donde crece la Jubaea chilensis puede tener relación, además de la función de molienda, específicamente con la necesidad de abrir los pequeños y nutritivos cocos de cáscara muy dura que esta especie da como frutos.
En cualquier caso, lo que sí se puede afirmar con cierta seguridad es que el hallazgo de un gran número de manos de moler, morteros y otros artefactos utilizados probablemente para la molienda habla no solo de la importancia del fruto de la palma chilena, sino también de los frutos del belloto (Beilschmiedia miersii) y del peumo (Cryptocarya alba) en la dieta de estos primeros habitantes.
En cuanto a proteína animal, la fauna actual aún ofrece especies que fueron muy apreciadas como recurso nutricional (por ejemplo, el degú y la vizcacha), pero sin duda la presa de caza más importante en el parque fue otrora el guanaco, hoy extinto en la zona.

### Tras la llegada de los españoles
El interés inicial de los conquistadores en esta zona estuvo muy lejos de la botánica, la antropología o la belleza natural del parque: Los españoles no habían logrado encontrar oro en el reino y esto tenía bastante decepcionado a Pedro de Valdivia. Tras la fundación de Santiago y la derrota de los indígenas en la zona central chilena, el toqui picunche Michimalonco se vio obligado a conducir a las tropas de Valdivia hasta los lavaderos del estero Marga Marga (relativamente conectados geográfica y geológicamente con la zona del parque), y hasta ese momento desconocidos por los conquistadores. La travesía debió realizarse por un ramal del Camino del Inca que existía a través de la Cuesta La Dormida hasta el estero Marga Marga. Valdivia había sometido a la población indígena de la zona central, de modo que pudo organizar la explotación del recurso aurífero con mucho personal, tanto, que muy pronto comenzó a agotarse el oro en el estero, por lo que ampliaron la búsqueda incluyendo Quillota y otras zonas cercanas (como Til Til, Colina y Lampa). Alrededor de 1560, la afanosa búsqueda del oro llevó a los españoles hasta los faldeos de la cordillera de la Costa. Olmué y Limache también fueron zonas de búsqueda y explotación minera, la que en el transcurso del siguiente siglo se fue diversificando más allá de la extracción de oro, adquiriendo una importancia cada vez mayor los recursos cupríferos, así como también, otros metales y minerales útiles presentes en la zona del parque.
Del incremento durante el siglo XVIII de la actividad minera y su reorientación hacia el cobre, existe registro histórico en las solicitudes al Cabildo de Santiago, entidad fundada por Pedro de Valdivia que desde el siglo XVI inscribía los descubrimientos y tramitaba todo tipo de permisos de explotación en la zona cercana a Santiago, también en el área de La Campana. Así por ejemplo, consta la petición de Alonso Guerrero: 

...en el Cerro La campana, en un paraje nombrado Las Catas de Ulloa, he descubierto una mina trabajada desde inmemorial tiempo de metales de cobre
Alonso Guerrero, 1760

### Desde la independencia de Chile

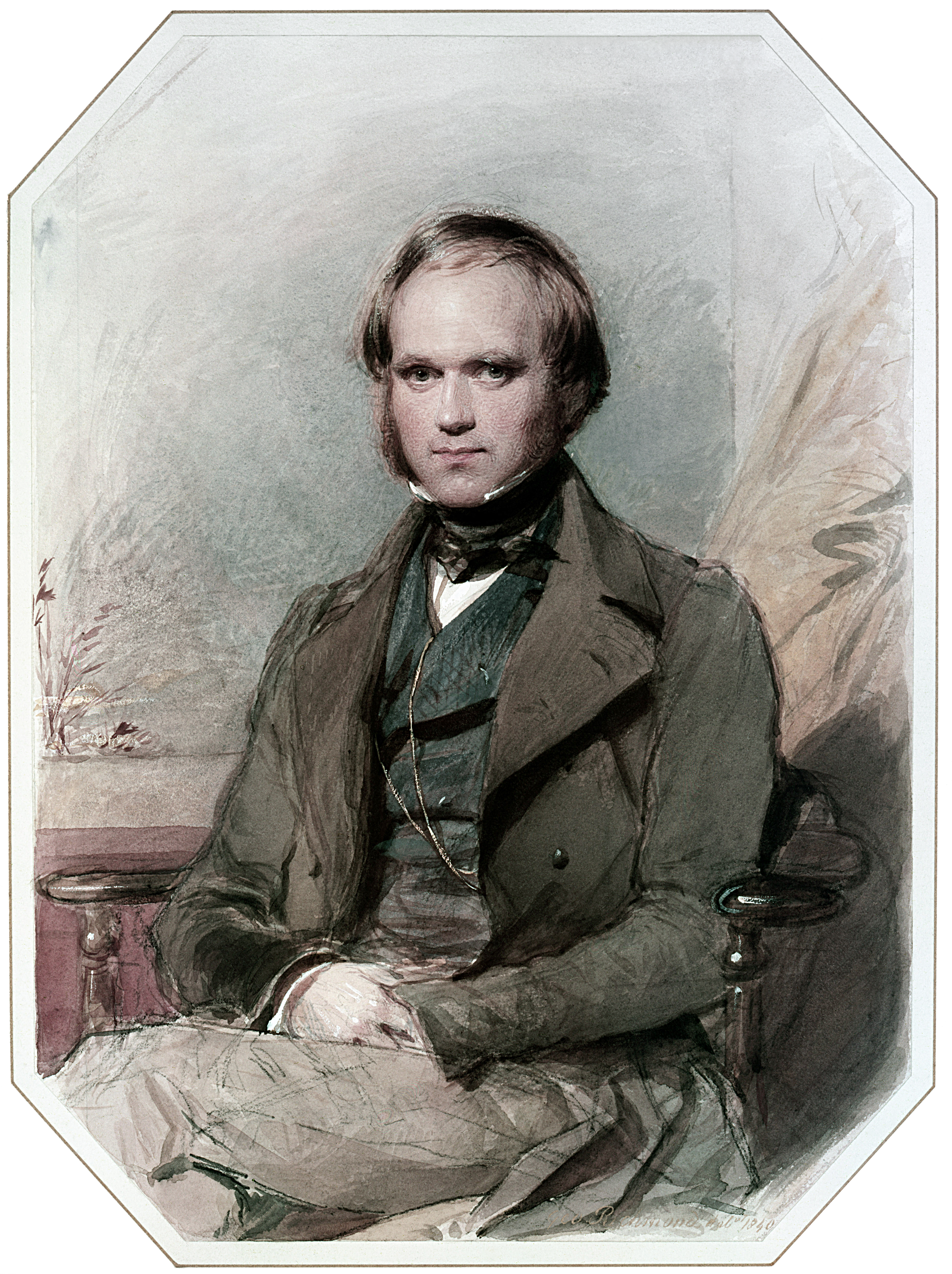
Charles Darwin, retrato de 1830

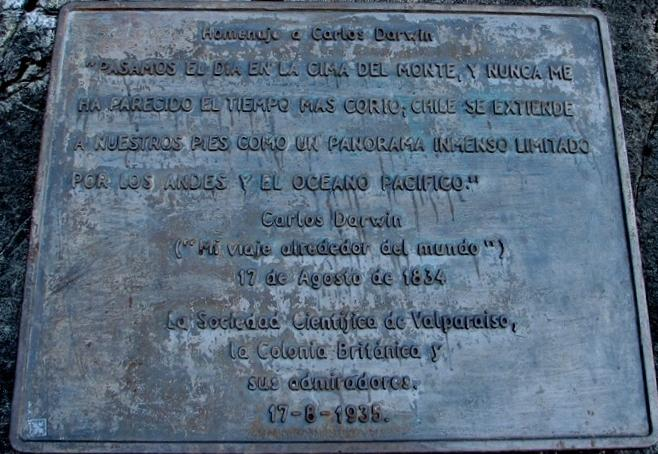
Placa recordatoria de la expedición de Charles Darwin en el

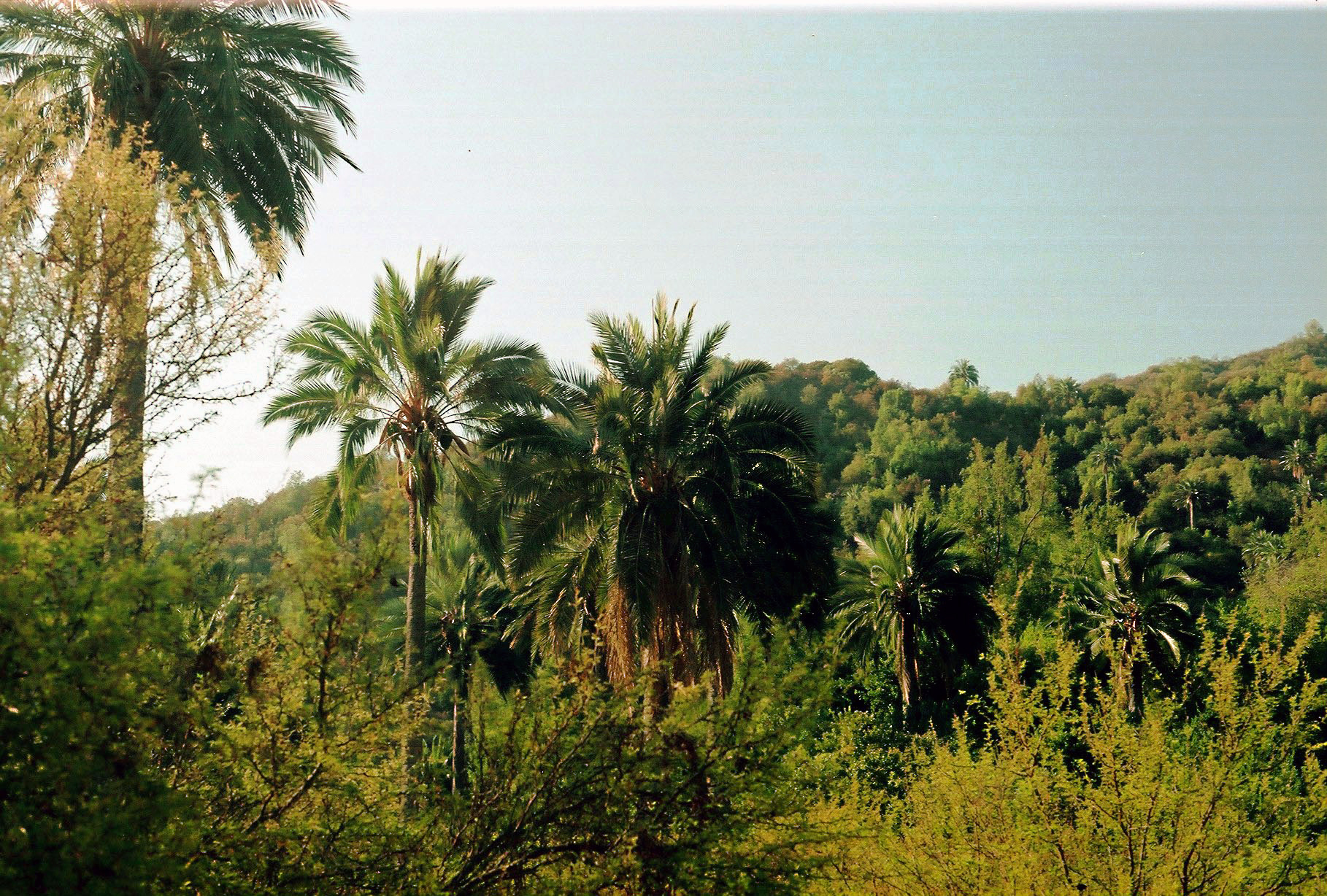
Sector de Palmas de Ocoa

El 17 de agosto de 1834, Charles Darwin (sin lugar a dudas, el visitante más ilustre de los parajes donde hoy se extiende el parque nacional) alcanzó la cumbre del cerro La Campana, tras dos días de travesía a caballo y caminatas por senderos que entonces eran notablemente más dificultosos. Cerca de la cima, un poco más arriba de la mina y donde comienza la grieta conocida como «La Gotera», hay una placa recordatoria de la expedición de Darwin. El célebre naturalista describió en la zona varias especies por primera vez y su expedición marcó un hito fundamental en la historia del parque natural y en el reconocimiento de su valor como reserva.
De manera paralela al naciente interés científico, la actividad minera en La Campana tuvo un nuevo auge en el siglo XIX, una vez que el país recuperó una situación política y económica más estable, acabadas ya las guerras de la independencia. La causa fue el notable aumento del precio del cobre que venía registrándose de manera sostenida a partir de 1830. La explotación definitivamente industrial de los yacimientos comenzó a mediados del siglo XIX, pero tuvo su punto culminante en el siglo siguiente, con la fundación en 1920 de la Compañía Minera e Industrial La Campana, entidad de derecho privado que poseía 26 minas en el cerro. Si bien esta compañía entró en crisis financiera a raíz de la Segunda Guerra Mundial, la actividad minera prosiguió en el área del parque. Por ejemplo, hay registros que indican que la Mina Pronosticada (aquella que hoy se conoce como "la mina" en el Sendero del Andinista) extraía aún en 1948 grandes volúmenes de mineral y de buena ley: 3,5 % para cobre y 10 % para zinc, además de que aún en el siglo pasado se obtenían unos 60 gramos de plata y 3 gramos de oro por tonelada. Según otros autores, en cambio, la actividad minera se reactivó recién a comienzos de los años 1970.
Por otra parte, desde los años 1930, es decir, varias décadas antes de que se la declarase un área protegida como parque nacional, la importancia de la zona del parque para la conservación de la biodiversidad en la región había sido descrita por varios científicos, biólogos y botánicos. Entre otras iniciativas, en 1936 el botánico Gualterio Looser había hecho una propuesta en un congreso científico para la conservación y protección del palmar de Ocoa y las roblerías del cerro La Campana. Sin embargo, la campaña que prosperó y fue coronada con éxito para la conservación del área fue la emprendida en 1964 por Agustín Garaventa, un destacado botánico de Limache, y Álvaro Valenzuela, presidente de la Sociedad Científica de Valparaíso. Un proyecto presentado por el diputado Eduardo Ballesteros fue aprobado en 1967 y el 17 de octubre de ese año se promulgó la ley N.° 16699 que creó el parque nacional. Dicha ley, que lleva las firmas del entonces presidente de Chile Eduardo Frei Montalva y de Bernardo Leighton, ministro del interior, solo declaraba que el cerro denominado «La Campana» sería parque nacional, pero no establecía claramente los límites de la zona protegida. Durante el gobierno de Salvador Allende existió un proyecto del ley, firmado por dicho presidente en 1971, que fijaba los límites del parque abarcando los terrenos de la Hacienda Las Palmas de Ocoa, el Fundo El Bosco, Las Palmas de Llay Llay y Vichiculén, las roblerías de Caleu y las Palmas de Quebrada Alvarado, el Fundo Ojos Buenos y Granizo. La ley, que no llegó a promulgarse, hubiese significado una superficie total para el parque de 16 000 hectáreas, es decir, exactamente el doble del área que se le asignó finalmente en 1985, a través del Decreto Supremo N.º 228, el cual fijó sus límites incorporando los terrenos fiscales de Granizo, dejando su superficie total en 8000 ha.
Debido a su importancia ecológica, científica, educativa, cultural y recreativa, el 15 de febrero de 1985, el parque nacional La Campana fue declarado por la Unesco reserva de la biosfera, una de las nueve que existen en Chile bajo esa categoría de conservación.
La clausura definitiva de la explotación de los últimos yacimientos mineros ocurrió recién en 1994, es decir, 27 años después de que fuese protegido como parque nacional y 10 años después de que la Unesco lo declarara reserva de la biosfera. Incluso muy poco antes de la declaración de la Unesco, la sociedad minera que explotaba las minas de La Campana cambió de propietarios y, aunque estos redujeron las labores extractoras concentrándose únicamente en la Mina Balmaceda, solo la «Ley de bases del medio ambiente» (1992-1994), cuya promulgación se considera un triunfo de los movimientos ambientalistas, logró poner el punto final a la minería en La Campana.

## Clima
Una caracterización general del clima en el parque La Campana lo clasificaría como mediterráneo. Las precipitaciones promedio (ca. 480 mm anuales) se concentran principalmente entre mayo y agosto (los meses de invierno). La temporada seca, en cambio (con solo 120 mm de lluvia) se extiende desde septiembre hasta abril. Cerca de la cima del cerro La Campana y en años lluviosos (particularmente bajo la condición climatológica de El Niño), las precipitaciones invernales pueden llegar hasta los 1000 mm.
La temperatura promedio alcanza los 18 °C, pero la dispersión de los datos no solo es alta estacionalmente, sino que incluso dentro de un mismo día las diferencias de temperatura son muy notables. El relieve desempeña un gran papel en el clima del parque, produciendo diferencias locales relevantes. No solamente por las diferencias de altura, sino también por la orientación de las laderas. Las elevaciones del cordón montañoso de la Cordillera de la Costa se comportan como un muro que ataja las masas de aire húmedo provenientes del Pacífico y producen en las laderas orientadas hacia la costa (a barlovento) una cantidad significativamente mayor de precipitaciones (más de 400 mm anuales) que a sotavento, al otro lado de la cordillera, donde las precipitaciones solo alcanzan los 300 mm.
Se han definido cuatro zonas climáticas locales en el parque:
- Barlovento: En esta zona se observa una disminución paulatina (en dirección sureste) de temperaturas y de precipitaciones. Es el clima característico del área del Cajón de San Pedro, Granizo y Quebrada Alvarado.
- Sotavento: Se trata de un clima más árido que el de barlovento: menos precipitaciones y menos humedad relativa del aire. Sin embargo, por la exposición sur, en la cuenca de Caleu hay condiciones que permiten tanto la presencia de bosque esclerófilo, como también laurifolio higrófilo. Esta zona climática local abarca Caleu y el este de Vichiculén.
- Umbría: Esta es la zona con mayor humedad y precipitaciones en el parque. Las temperaturas son aquí levemente inferiores. Está presente en las laderas orientadas hacia el sur de toda la cadena de los cerros La Campanita, La Campana, Los Penitentes y El Roble. Es la zona más verde del parque.
- Solana: Aquí se registran las más altas temperaturas del parque. Se trata de las áreas expuestas hacia el norte.

## Flora

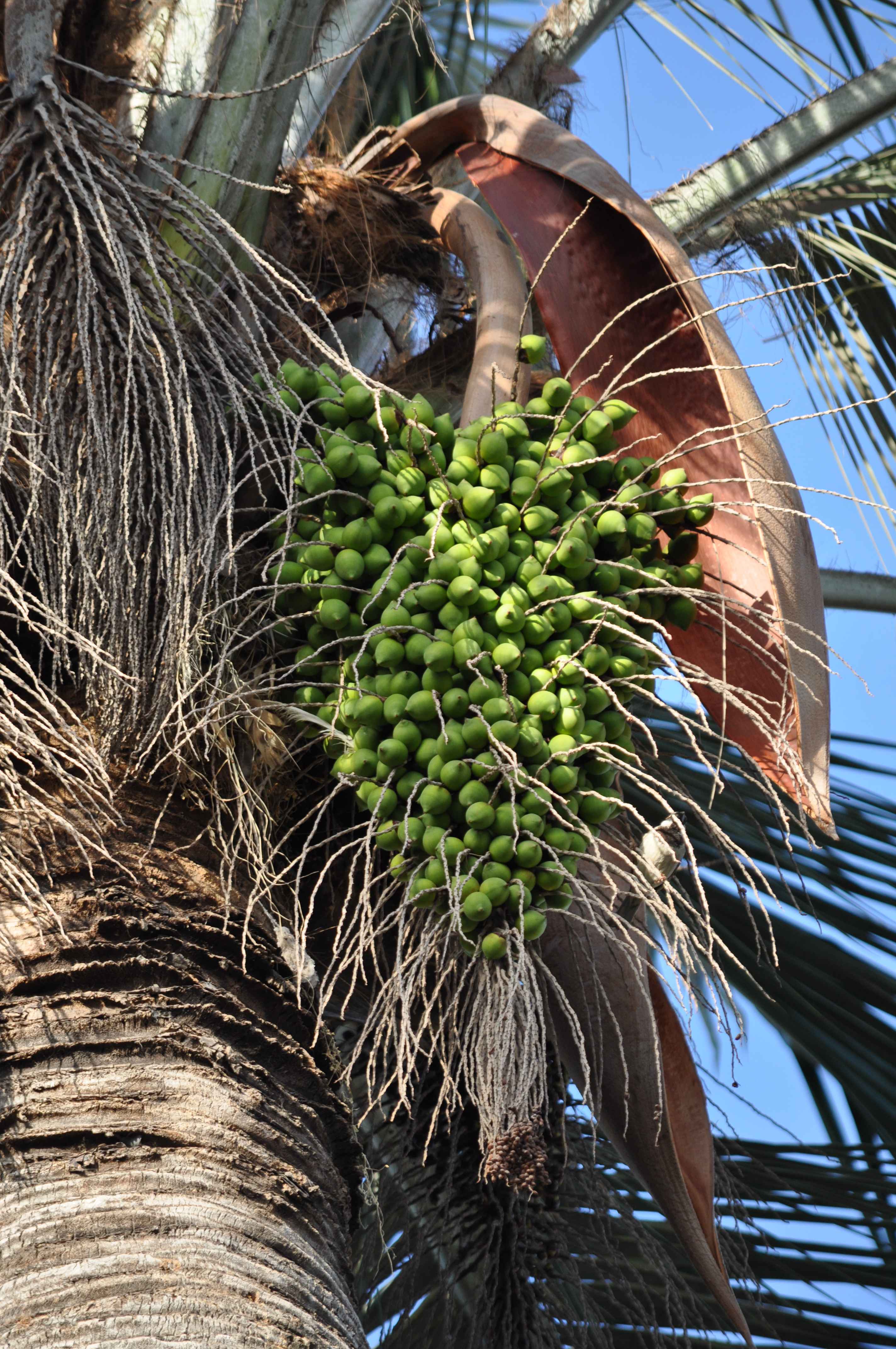
Detalle de la formación de frutos de una palma Chilena en La Campana. Foto tomada al inicio del verano. Los cocos, aún no maduros, ya alcanzaron su tamaño definitivo: cerca de 3 cm de diámetro

Las características topográficas y climáticas de la zona del parque han permitido el desarrollo de un gran número de especies florísticas nativas que usualmente se encuentran en distintos lugares de Chile y que por lo general no estarían reunidas en una misma área de la zona central, sino dispersas, bastante más al sur o más al norte del país. Desde luego, también existen allí variadas especies endémicas de la zona.
El denominado Palmar de Ocoa es sin lugar a dudas el mayor atractivo del parque. Constituye además un patrimonio botánico, debido a que concentra el mayor número de ejemplares de Jubaea chilensis, la palma más austral del mundo, si se consideran solo las especies continentales. Sin embargo, la denominación de «palmar», aunque frecuente, no resulta muy valiosa para la clasificación más rigurosa desde el punto de vista florístico. Debido a que la J. chilensis se encuentra en combinación con otras especies en comunidades vegetales muy distintas, algunos autores prefieren no definir el palmar como unidad separada y especificar dentro de las comunidades las variantes con J. chilensis. En consecuencia, el conocido palmar de Ocoa se clasifica florísticamente como «Variante de bosque esclerófilo con Jubaea chilensis (bosque de quillay y litre con palma chilena)».
En el sector de Ocoa del parque hay alrededor de 62 000 ejemplares de J. chilensis.
Su altura máxima bordea los 30 metros. Debido a que esta especie no posee cambium y por tanto no forma anillos de crecimiento anual, la edad de las palmas es muy difícil de determinar con exactitud. No obstante, sobre la base de proyecciones de la velocidad de crecimiento de especies plantadas en fecha conocida, se estima que podrían haber ejemplares de hasta 400 años en el parque. Aunque la mayor concentración está ciertamente en Ocoa, hay poblaciones menos numerosas en el sector del Cajón Grande y en toda la zona de amortiguamiento del parque: (Olmué, Quebrada Alvarado, Las Palmas y Caleu. La tasa de regeneración es de solo 1,23 individuos por cada árbol padre, una cifra sorprendentemente baja si se considera que la tasa de germinación de los cocos que caen entre enero y marzo es bastante alta, pero antes de que logren crecer son consumidos por los roedores que habitan el parque, principalmente por la población numerosa de Octodon degus (degú), pero también por algunos pájaros y por el ganado vacuno que a pesar de la prohibición logra ingresar a ese sector del parque. Según se ha podido demostrar, el degú ha sincronizado la ocupación del espacio y sus ciclos reproductivos con la oferta trófica, principalmente haciendo coincidir temporalmente el desarrollo de los juveniles con la caída los frutos de la Jubaea chilensis.
La población de J.chilensis también sorprendió a Darwin en su expedición, de modo que su bitácora del ascenso al cerro La Campana se refirió también a ella. Estos apuntes, junto a otras notas de su viaje han sido recogidos en el Beagle Diary.

### Origen y evolución de la vegetación del parque
La composición actual de la flora de La Campana, más allá de las palmas, es particularmente diversa y consta de cerca de 545 especies de plantas vasculares, es decir, en este parque encuentran su hábitat más del 20 % de las especies presentes en todo el país. Luebert et. al. distinguen seis elementos florísticos como los más relevantes y característicos: chileno central, subantártico, andino, neotropical, gondwánico, pantropical, además de mencionar otros tres: holártico, anfitropical disyunto y cosmopolita. Según los autores, cada uno de estos elementos tiene asociada una historia específica sobre la que basan su estudio del poblamiento y evolución de la flora en el área que hoy ocupa el parque nacional.
Los mismos autores sugieren que en la composición florística, aunque esencialmente mixta, dominan los elementos neotropicales y gondwánicos. Apoyándose en el estudio de Troncoso y Romero, sostienen que algunos de estos elementos ya existían en el Cenomaniano, antes de que hace 60 millones años la deriva continental separara lo que hoy es Sudamérica de la Antártica y Australia. Plantean asimismo que los elementos gondwánicos y los pantropicales (así como algunos elementos neotropicales) podrían provenir incluso de eras anteriores al Cretácico (es decir, hace más 140 millones de años). En rigor, tanto el bosque laurifolio higrófilo, como el bosque esclerófilo, ambos existentes hoy en La Campana pueden considerarse —al menos en parte— bosques relictos de los originales bosques tropicales que poblaban el área, conformados por especies que ya casi no se encuentran en Chile Central, pero que han logrado subsistir en el área de este parque nacional y en algunos otros enclaves relictuales.
Las especies del género Nothofagus aparecen a finales del Cretácico y se incorporan a la flora tropical. Esta flora se mantiene hasta el Paleoceno temprano (es decir, hasta hace unos 60 millones de años) cubriendo entonces un área que se extendía bastante más hacia el sur que la que hoy está poblada por flora tropical e incluía también la superficie que hoy pertenece a Chile Central. Se trata de la vegetación antecedente del actual bosque caducifolio presente en La Campana.
J.chilensis, en cambio, es más probable que tenga su origen en el Paleoceno hay registro de Palmae en el Paleoceno en la zona sur de Argentina, por ejemplo).
Uno de los factores determinantes del carácter mixto de los bosques de La Campana es justamente el desarrollo sucesivo de la vegetación tropical alternándose con la flora tropical mixta (es decir, aquella que ya había integrado Nothofagus). Este proceso tuvo lugar entre el Cretácico superior y el Eoceno. Más adelante, desaparecieron muchas especies y subespecies tropicales (desaparición que se constata porque no hay más registro fósil). Es posible que en ese momento se haya desarrollado gran parte de la flora endémica actual. Durante el Mioceno es probable que surgieran los elementos florísticos que hoy constituyen tanto el bosque esclerófilo como el matorral espinoso, tomando su forma actual sobre la base de remanentes de los antiguos bosques tropicales. Dos grandes eventos (a escala geológica) determinan este cambio: Por un lado, está el levantamiento de la cordillera de los Andes que ensombrece la superficie en las horas matinales y por otro, el surgimiento en este mismo periodo de la corriente fría de Humbolt. La condición climática provocada por estos eventos concomitantes implicó que el norte y el centro de Chile pasaran a ser zonas áridas y semiáridas. De hecho, toda la zona central y norte podría estar poblada de vegetación neotropical (bosque esclerófilo y matorral espinoso) con taxones mejor adaptados a las condiciones del clima actual. Pero algunas especies del antiguo bosque sobrevivieron, ya sea porque se trataba de taxones más adaptables y resistentes o porque poblaron sectores que tenían microclimas. De esta forma, en La Campana se mantienen hasta la época actual elementos de bosque laurifolio higrófilo (por ejemplo en la Quebrada de Los Ángeles).

### Clasificación de la flora
Utilizando el sistema de clasificación de Gajardo, la flora del parque puede agruparse en las siguientes comunidades vegetales:

#### Bosque esclerófilo

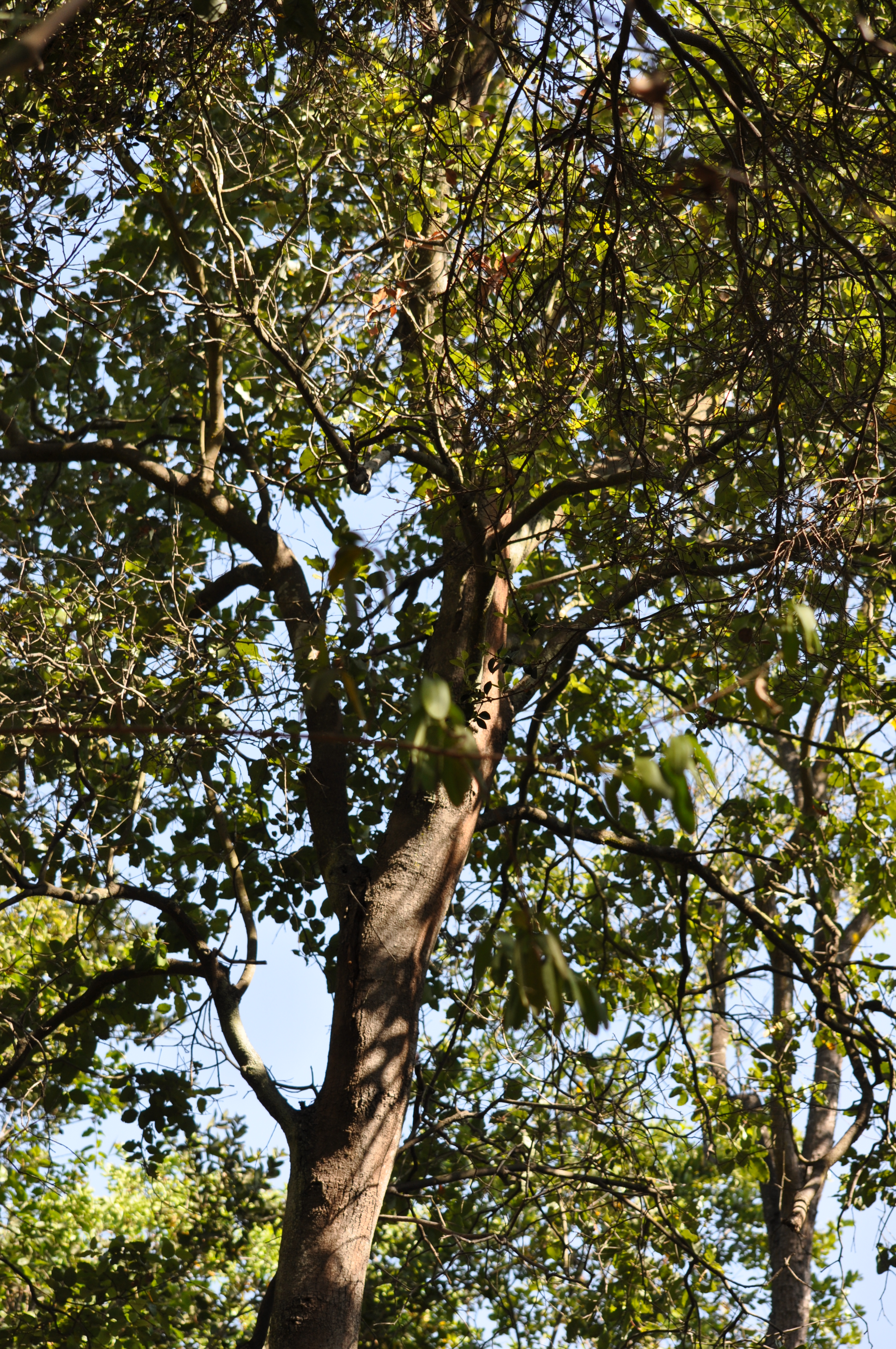
Peumo (Cryptocarya alba) en La Campana, sector Granizo, sendero La Canasta)

En la zona central de Chile domina el ombroclima semiárido (un tipo de clima con precipitaciones entre 200-350 mm), que permitió el desarrollo de este bosque típicamente mediterráneo. Aunque otrora esta vegetación abarcó grandes superficies, tanto por la deforestación causada por el poblamiento humano, como por los incendios forestales ha ido reduciendo drásticamente su extensión, de modo que actualmente el bosque esclerófico es uno de los tipos bosque nativo más amenazados en Chile.
- Bosque de peumo (Cryptocarya alba) y boldo (Peumus boldus).

Principalmente localizado en las laderas suroeste y oeste del cerro La Campana y del Cajón Grande, en pendientes variables y en altitudes de entre 350 y 1000 m s. n. m. Se trata de zonas con luz, pero baja incidencia de radiación solar directa, al tiempo que la humedad necesaria para esta vegetación se ve favorecida por las neblinas costeras. El bosque se compone principalmente de árboles perennes. La población arbustiva es, en cambio, más bien escasa y en el estrato herbáceo hay gran cantidad de helechos y enredaderas, donde destaca la presencia de parrilla blanca (Proustia pyrifolia). Dentro de la misma comunidad vegetal se han clasificado dos variantes: una que integra al matorral de Retanilla trinervia y de Gochnatia foliolosa con Solenomelus pedunculatus, y una variante que incorpora, en las condiciones de mayor humedad del sector de Ocoa, a Jubaea chilensis, conformando el denominado «bosque esclerófilo de peumo y boldo con palma chilena».
- Bosque de quillay (Quillaja saponaria) y litre (Lithrea caustica)

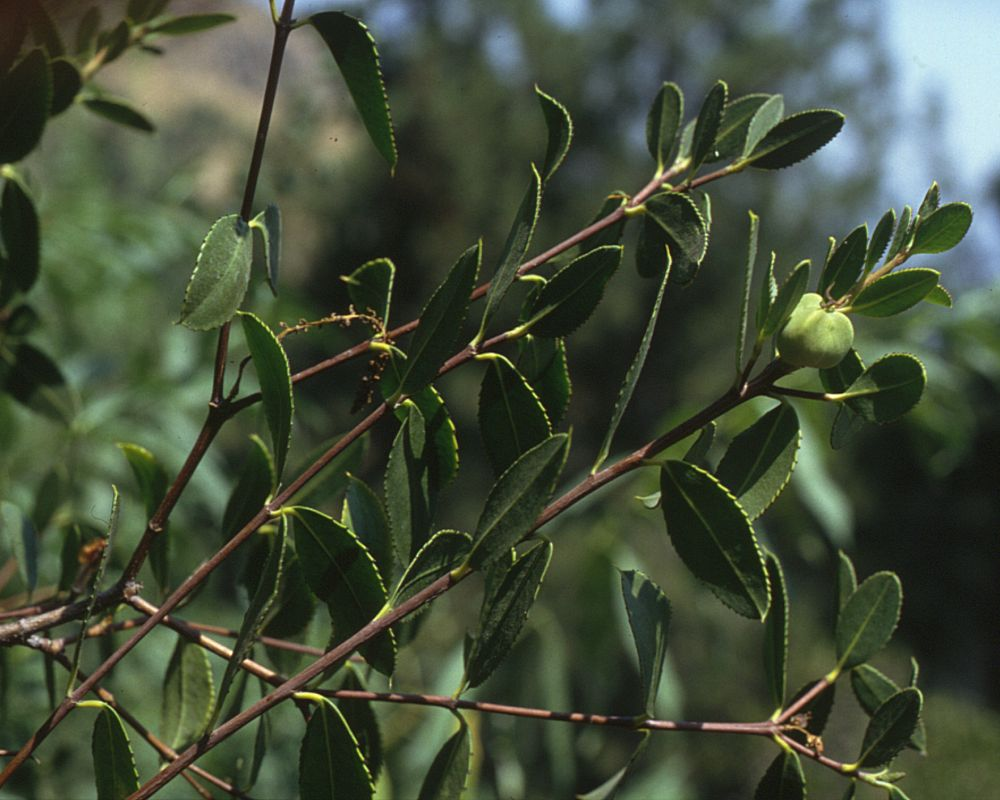
Colliguaja odorifera

Se trata de una comunidad adaptada a un medio algo más seco que la anterior y se puede encontrar entre los 500 y 1050 m s. n. m., en las laderas de exposición sureste, suroeste, oeste, noroeste y noreste, así como también en sectores planos. Junto al peumo (Cryptocarya alba), que aquí también se mantiene, el litre (Lithrea caustica) y el quillay (Quillaja saponaria) dominan un paisaje florístico cuyo aspecto con frecuencia toma formas de matorral. El estrato arbustivo es diverso: colliguay (Colliguaja odorifera), (Escalonia pulverulenta), (Kageneckia oblonga), (Ageratina glechonophyla), trevo (Retanilla trinervis) y mitríu (Podanthus mitigui). El estrato herbáceo está compuesto por Adiantum chilense (palito negro, culantrillo o doradilla), Vulpia myuros y Solenomelus pedunculatus (maicillo).
También clasifica aquí la ya mencionada variante que incorpora a Jubaea chilensis conformando un bosque esclerófilo de quillay y litre con palma chilena (palmar). En esta variante también se encuentran algunos ejemplares de espino (Acacia caven) formando parte de la misma comunidad vegetal.

#### Bosque laurifolio higrófilo

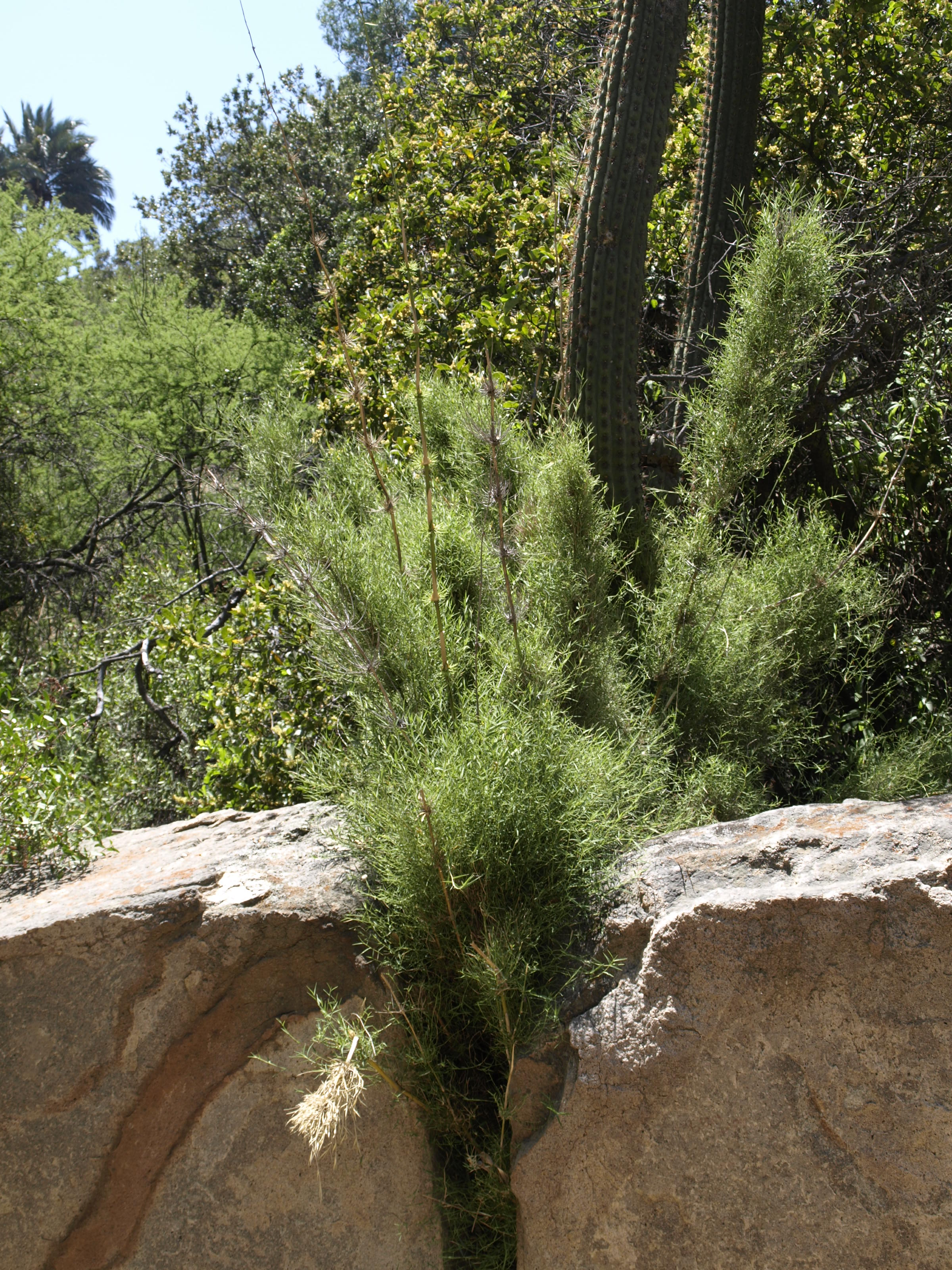
Chusquea cumingii

Esta comunidad vegetal aprovecha las condiciones de mayor humedad de los fondos de quebrada. Se caracteriza por la abundancia de peumo (Cryptocarya alba) en conjunto con maqui (Aristotelia chilensis), parrilla blanca (Proustia pyrifolia, arrayán macho (Raphithamnus spinosus), patagua (Crinodendron patagua) y chequén (Luma chequen). Florísticamente se pueden clasificar dos manifestaciones diversas, principalmente en dependencia de la altitud:
- Bellotal o bosque de belloto (Beilschmiedia miersii (hasta los 500 m s. n. m.)

En el estrato arbóreo dominan el belloto del norte (Beilschmiedia miersii) junto al peumo (Cryptocarya alba). El estrato arbustivo intermedio se caracteriza por la presencia de Chusquea cumingii, Azara celastrina y Anopeltis serrata, mientras que en el nivel herbáceo se observan diversos helechos y enredaderas: Bomarea salsilla, Lardizabala biternata, Proustia pyrifolia, entre otras.
- Bosque de canelo (Drimys winteri) (entre 500 y 1300 m s. n. m.)

En el estrato arbóreo de este bosque destaca el canelo (Drimys winteri). Sin embargo, está más desarrollado el estrato arbustivo, con abundancia de Escallonia myrtoidea, Maitenus boaria, Otholobium glandulosum, como asimismo (aunque menos frecuentemente) Salix humboldtiana. El estrato herbáceo se caracteriza por la presencia de Equisetum bogotense.

#### Matorral espinoso

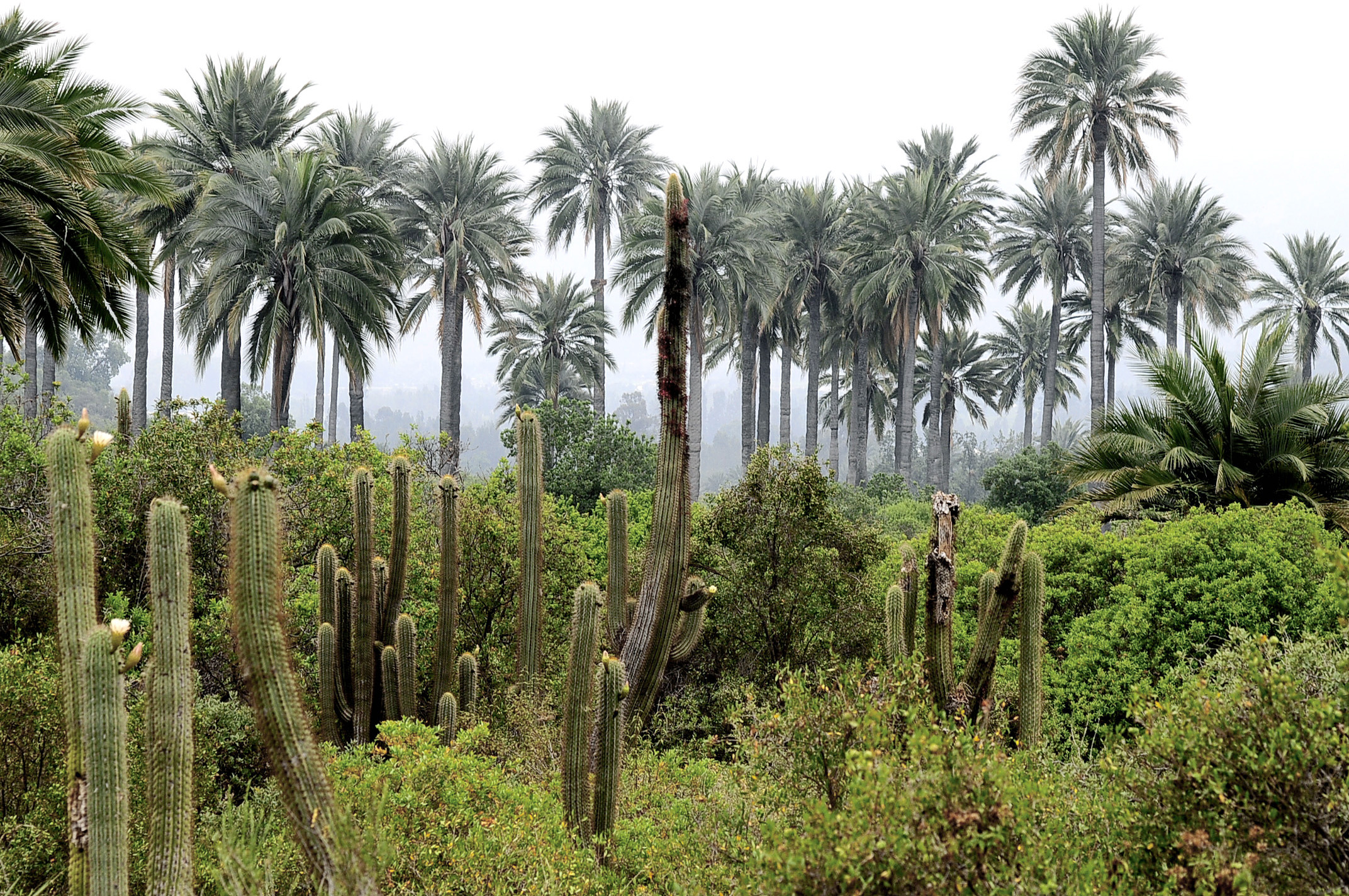
Cactus y matorrales conversan con la Jubaea chilensis en el palmar de Ocoa

Para el parque se han descrito cuatro comunidades vegetales diferentes, pero que se clasifican todas como "matorral espinoso", cada una de ellas además con una variante que incluye a Jubaea chilensis.
- Matorral de trevo (Retanilla trinervia)

Se trata aquí de la comunidad arbustiva dominada por el trevo presente en las laderas norte y noroeste que se encuentra a una altitud de entre 400 y 1000 m s. n. m. Las especies principales que integran esta comunidad son el litre (Lithrea caustica, el quillay Quillaja saponaria y en algunos sitios, la profusa presencia de Cuscuta sp.
En Ocoa hay una variante de esta comunidad, florísticamente casi sin modificaciones, salvo que incluye Jubaea chilensis.
- Matorral de chagual y quisco (Puya berteroniana y Echinopsis chiloensis)

Puya berteroniana, una de las tres especies de chagual presentes en el parque nacional La Campana

Este matorral se observa a partir de los 450 y hasta los 1100 m s. n. m. La vegetación se compone básicamente de suculentas y en el estrato arbustivo se encuentran diversas especies: Puya berteroniana, Echinopsis chiloensis, Podanthus mitiqui, Adesmia arborea y Aristeguitia salvia. También aquí hay Retanilla trinervia, aunque bastante menos que en la comunidad descrita anteriormente, como asimismo Puya chilensis, aunque más escasamente.
La variante con Jubaea chilensis también existe, sin otras grandes modificaciones florísticas, salvo que agrega la presencia de Baccharis paniculata y Tristerix corymbosus (quintral).
- Matorral de chagualillo (Puya coerulea)

Este matorral se encuentra por sobre los 1100 m s. n. m. en las laderas expuestas hacia el norte y el noreste. Presenta dos estratos bien demarcados, el inferior (de menos de un metro de altura) está caracterizado por la presencia de Neoporteria curvispina, Gamochaeta americana, Chorizante virgata, Senecio tarinifer y Tweedia birostrata. En el estrato superior se observan suculentas y arbustos de 1 a 3 metros, entre los que dominan: Puya cerulea, Eryngium paniculatum, Colliguaja odorifera, Retanilla ephedra y Calceolaria polifolia.
- Matorral de mira y maicillo (Gochnatia foliolosa y Solenomelus pedunculatus) Se trata de un matorral adaptado a sustratos graníticos, en laderas con pendientes de hasta 90 %, de diferente exposición. Es más frecuente entre los 1000 y 1300 m s. n. m. A pesar de su escaso desarrollo, es muy característico de este matorral la variedad en el estrato arbustivo, con presencia de Gochnatia foliolosa, Baccharis linearis, Baccharis rhomboidalis, Satureja gilliesii, Escallonia pulverulenta, Haplopappus velutinus y Ageratina glechonophylla. En el estrato herbáceo dominan especies tales como la Alstroemeria angustifolia, Solenomelus pedunculatum, Triptilion spinosum, Acaena pinnatifida y Azorella spinosa.

#### Bosque caducifolio

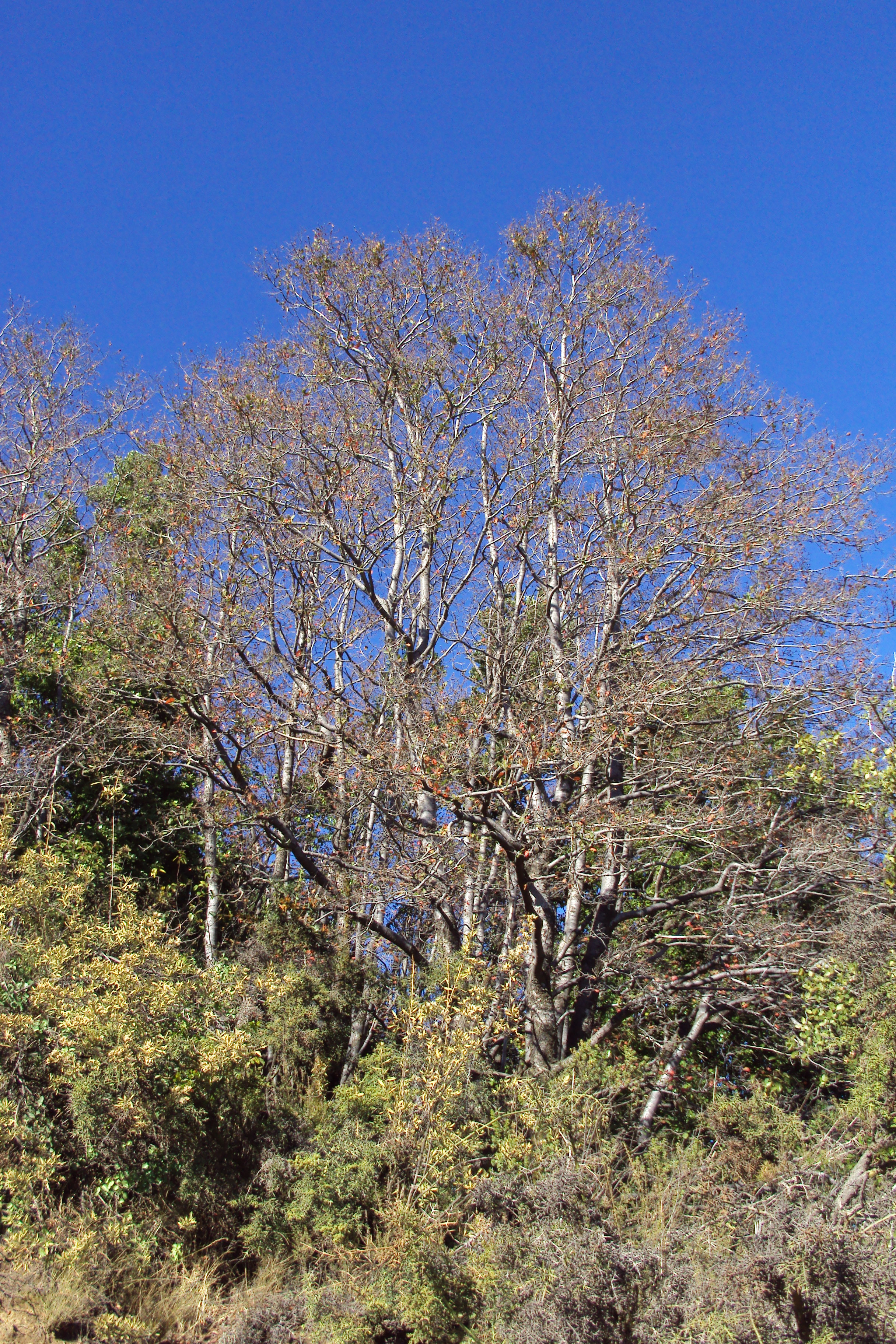
Nothofagus macrocarpa (roble)

Lo integran dos comunidades vegetales dominadas por el roble (Nothofagus macrocarpa), de carácter relictual.
- Bosque denso de Nothofagus macrocarpa y Ribes punctatum, en laderas expuestas hacia el sur, suroeste y oeste y en altitudes entre los 1100 y 1500 m s. n. m. En el nivel arbustivo se observa también Azara petiolaris, Caceolaria meyeniana, Schinus montanus, Aristotelia chilensis y Berberis actinacantha. El estrato herbáceo tiende a ser escaso; sin embargo, se encuentran algunas especies de alstroemerias (principalmente, Alstroemeria zoellneri), además de Adiantum sulphureum, Oxalis laxa y Loasa acerifolia. Este bosque se encuentra en laderas con pendientes de 20 a 50 %. Tal como ocurre con los bosques de peumo y boldo, solo los fenómenos especiales de compensación climática permiten que esta clase de bosque chileno relictual se mantenga en la latitud de La Campana.
- Bosque abierto de Nothofagus macrocarpa y Schizanthus hookeri, en laderas expuestas hacia el sur y suroeste, por sobre los 1500 m s. n. m. Se trata aquí de un robledal de baja densidad, lo que permite un mayor despliegue de los estratos arbustivo y herbáceo en los claros. El primero está compuesto principalmente de Ribes punctatum y Caceolaria meyeriana, mientras que la rica comunidad herbácea está caracterizada por la presencia de Schizanthus hookeri, Valeriana cfr. lepidota y Senecio anthemidiphyllus. Su mayor desplie gue se onserva sobre sustratos rocosos característicos de las laderas altas. Allí la radiación solar es mayor y la influencia húmeda de las neblinas de la costa es bastante más limitada. En épocas recientes y además de los otros factores antrópicos, el cambio climático global podría ser responsable de la regresión de este bosque, que está disminuyendo progresivamente en las altitudes superiores.

#### Matorral bajo de altitud
Se trata de un matorral que se ubica sobre los 1750 m s. n. m., solamente en las cercanías de las cumbres de los cerros La Campana y El Roble. En lo esencial está compuesto de «hierba negra», un pequeño arbustillo que también se conoce bajo el nombre de «neneo» (Mulinum spinosum), de bajas dimensiones y escasa densidad, en conjunto con otros arbustos enanos: Chuquiraga oppositifolia, Haplopappus ochagavianus, Ephedra chilensis y Viviania marifolia, como asimismo Phacelia secunda y Calceoaria campanae en el estrato herbáceo. Se desarrolla en sustratos rocosos de exposición y pendiente variables.

### Herbáceas
En este parque —y debido a que en sus distintos sectores ofrece un amplio espectro de condiciones en cuanto a sustrato, disponibilidad de luz y de recursos hídricos— se ha podido desarrollar una notable diversidad de géneros de herbáceas, principalmente:

#### Alstroemerias

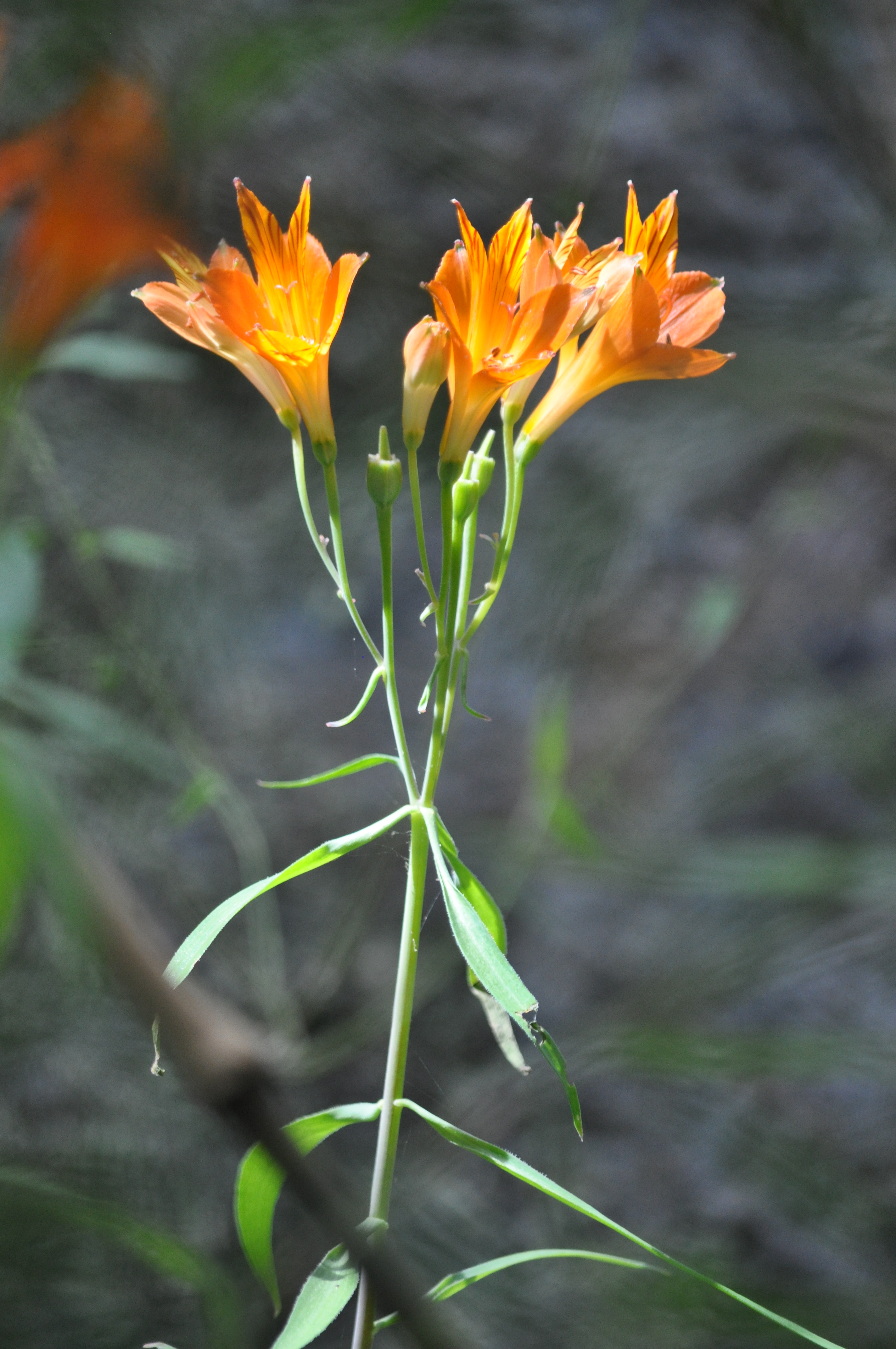
Alstroemeria ligtu var. simsii en el parque nacional La Campana, foto tomada en el sector «Primera aguada», Sendero del Andinista («Ascensor»)

De los 45 taxones que existen en Chile (con un 84 % de endemismo), a lo menos estas 6 especies, todas endémicas de Chile, están profusamente difundidas en el parque:
- Alstroemeria angustifolia. Presente en distintas lugares altos del parque, principalmente en los sectores de Ocoa y del Cajón Grande. Sus flores varían de tonalidad entre blanco y rosado intenso.
- Alstroemeria pulchra. Suele encontrarse en el parque en las áreas más bajas, en los sectores del ingreso por Granizo y por Ocoa. Las flores son también blancas y rosado, pero con manchas oscuras.
- Alstroemeria revoluta. Florece en el sector que se encuentra algo más abajo mina La Pronosticada, subiendo por el Sendero del Andinista. Flores de rosado oscuro a morado.
- Alstroemeria ligtu subsp. simsii. Es posible verla tanto en los sectores bajos del Sendero del Andinista, como también en el área aledaña al ingreso por Ocoa. Color naranja, con variedades que tienden más hacia el rojo o hacia el amarillo.
- Alstroemeria zoellneri. Crece bajo los robles en el Sendero del Andinista. Flores moradas
- Alstroemeria garaventae. Crece en el Cerro El Roble, en el límite oriental del área definida como parque nacional. Flores blancas o rosadas, con cierta tonalidad anaranjada y cubiertas con pequeñas rayas oscuras.

#### Calceolarias

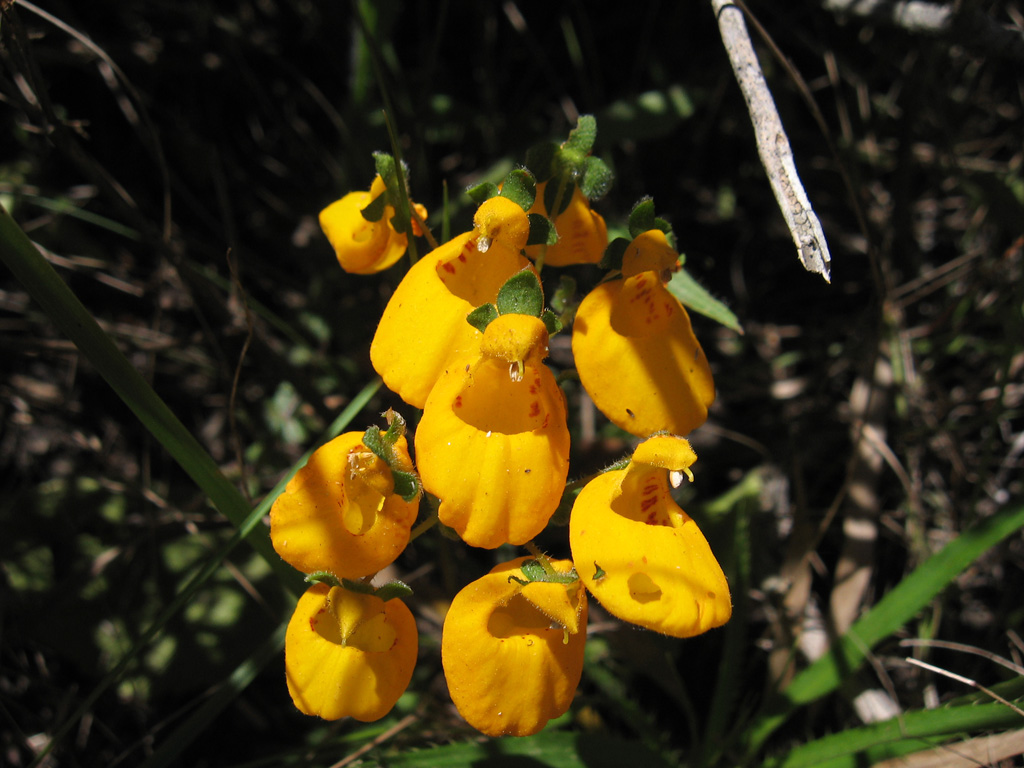
Calceolaria corymbosa (capachito)

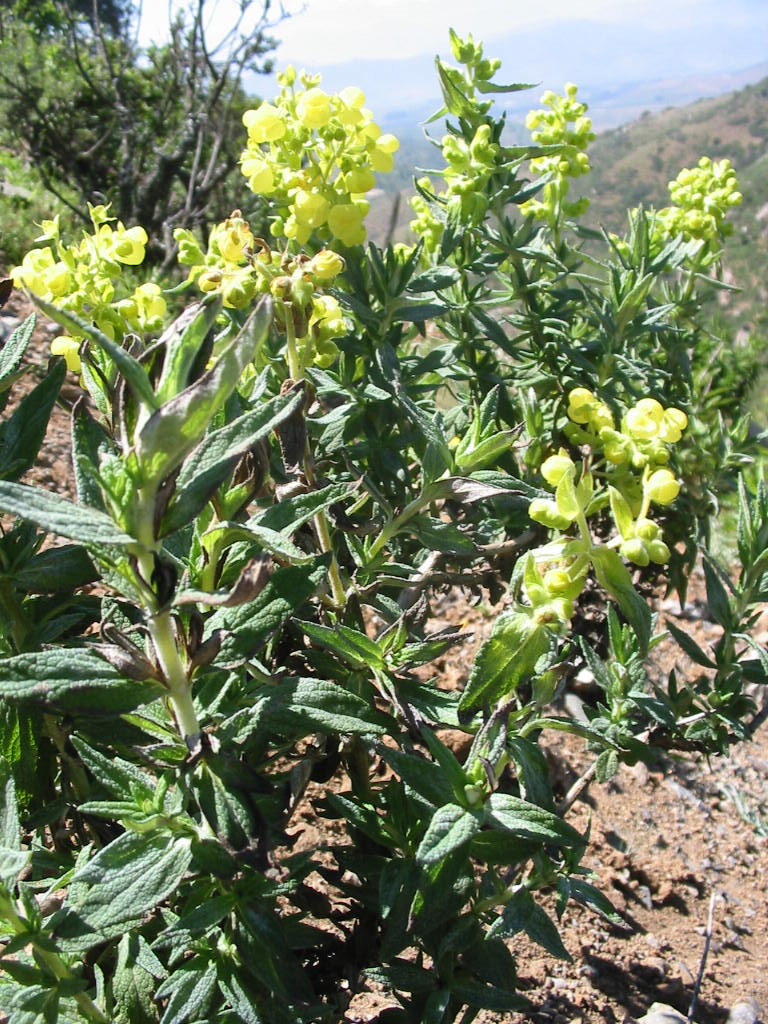
Calceolaria morisii, endémica de la Cordillera de la Costa

En el género Calceolaria, cuyo nombre de raíz latina significa "zapato" y alude a la forma de sus flores, se inscriben unas 300 especies de amplia distribución en América, principalmente en Sudamérica y en América Central. En Chile existen unas 69 especies y subespecies. Gran parte de ellas (74 %) son endémicas de Chile, con distribuciones entre Coquimbo y la Araucanía. En el parque se ha descrito la presencia de once taxones de este género:
- Calceolaria ascendens subsp. glandulifera: Endémica de Chile y presente en el cerro El Roble, (es decir, en límite oeste del parque nacional).
- Calceolaria campanae: Esta especie perenne es endémica y de distribución muy local. Más precisamente, solo se la ha observado en la cima del cerro La Campana. Sus hojas simples e hirsutas son de color grisáceo; crece en sustratos rocosos y entre diciembre y enero se pueden ver sus flores de color amarillo intenso, aproximadamente a partir de los 1500 m s. n. m. y hasta la cima.
- Calceolaria corymbosa: Especie endémica de Chile y presente en La Campana entre los 600 y 1700 m s. n. m. La característica más destacada es su flor amarilla, de forma globosa y con pequeños puntos rojos.
- Calceolaria glandulosa: Encuentra su hábitat en el parque en el sector Ocoa (en el camino hacia la mina). También es endémica de Chile, con una distribución entre Huasco y Linares y crece en altitudes variables, desde la costa hasta la precordillera. Sus flores son también amarillas y de una forma similar a otras del género. Se la distingue de otras especies y subespecies por el verde intenso de sus hojas y por poseer tallos pegajosos.
- Calceolaria meyeniana: Entre noviembre y enero florece en el parque en altitudes entre 1200 y 1800 m s. n. m. Frecuentemente se la observa bajo los robles en el Sendero del Andinista. Es endémica de Chile (entre Valparaíso y Malleco).
- Calceolaria morisii: Endémica de la Cordillera de la Costa entre Limarí y Santiago. En La Campana está presente en el portezuelo de Ocoa hacia Granizo. Se trata de una especie con flores amarillas y hojas lanceoladas de carácter perenne.
- Calceolaria petioalaris: Endémica de Chile, encuentra su hábitat solo en sectores con cursos de agua o vertientes. En el parque se la encuentra en las inmediaciones de la mina Pronosticada, bajo la fuente de agua. Su flor, también amarilla, presenta una forma más alargada que las otras especies.
- Calceolaria polifolia Especie endémica de Chile con distribución en la zona central desde Coquimbo hasta Santiago. Es una planta perenne de hojas y flores más pequeñas, de colorido más tenue (hojas son grisáceas y flores amarillo pálido). En el parque crece a 1200 m s. n. m., en el Sendero del Andinista cerca de la mina Pronosticada.
- Calceolaria purpurea: Endémica de Chile y una de las pocas especies del país con flores moradas. Crece en el límite oriental del parque, en zonas altas del cordón montañoso del Cerro El Roble, así como en las laderas que miran hacia la cuesta La Dormida. la especie es perenne y las hojas son pegajosas, de color verde claro.
- Calceolaria thyrsiflora: Endémica de Chile, con distribución entre Valparaíso y Maule entre 50 y 2000 m s. n. m. Florece en diversos sectores del parque entre noviembre y enero. Es una planta perenne y de hojas lineares.
- Calceolaria verbascifolia: Endémica de la Cordillera de la Costa, escasa, se la encuentra hoy en muy pocos lugares entre los 500 y 1200 m s. n. m. En La Campana florece entre septiembre y noviembre en el Sendero Guanaco del sector Ocoa. Es una especie de hojas grandes de color verde intenso y pequeñas flores amarillas.

#### Mutisias

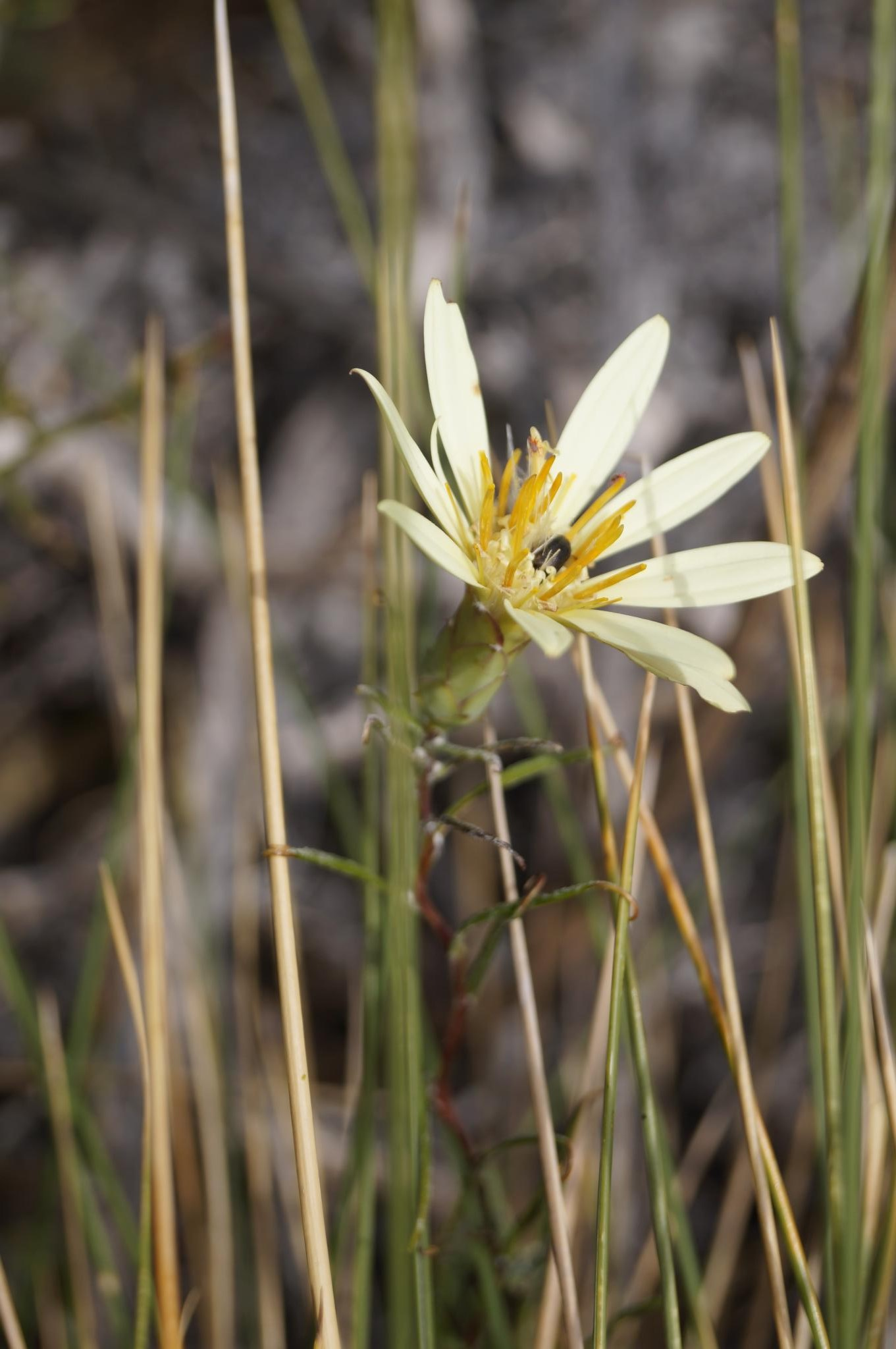
Mutisia acerosa: Sus flores de color rosado pálido y blancas pueden verse de diciembre a marzo en La Campana

Nativas de Chile y Argentina, reciben su nombre en honor a C. Mutis, un botánico español del siglo XVII. En el parque hay cuatro especies presentes:
- Mutisia rosea: Endémica de Chile, con una distribución desde Coquimbo hasta Concepción. Nombre común: «clavel del aire». Subarbusto voluble. Entre octubre y enero se pueden ver sus flores amarillas (en la cara expuesta) y rojizas (tonalidad del envés).
- Mutisia acerosa: Se la encuentra en Argentina y en Chile entre las regiones de Coquimbo y Maule. Nombre local: «romerillo de cordillera». Es un arbusto que crece apoyado sobre otros. Sus flores son blancas, hacia el centro con una tonalidad rosada. Se llama "acerosa" por la forma (aguda) de sus hojas, lineares y de ápice mucronado.
- Mutisia subulata: Planta subarbustiva, nativa de Argentina y Chile, en este último país con una distribución desde Coquimbo hasta Biobío. Nombre local: «flor de Granada» o también «hierba del jote»
- Mutisia latifolia: Endémica de Chile, presente en la Región Metropolitana y en la de Valparaíso. Nombre local: «clavel del campo» Es un arbusto voluble, de flores rosadas, hojas elípticas y frutos aquenios.

#### Orquídeas

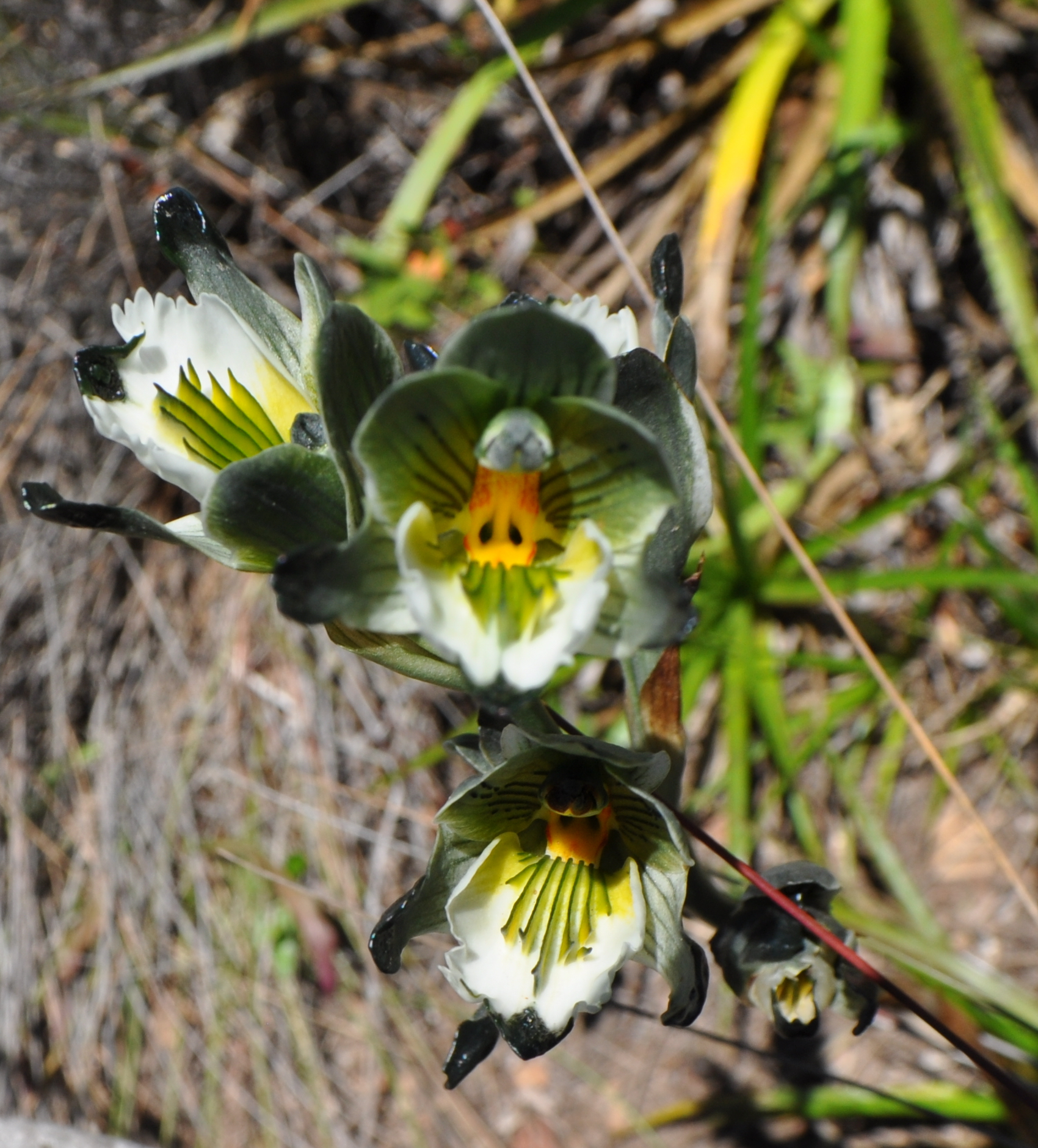
Chloraea bletioides, también presente en el parque nacional La Campana. Foto tomada en el Cerro Santa Inés (en el límite regional entre Valparaíso y Coquimbo), a su vez, exactamente el límite boreal de la distribución de esta orquídea

Las orquídeas son más bien raras en Chile. La gran mayoría de las 17 000 especies que existen en el mundo y que se agrupan en 800 géneros distintos, crecen en climas tropicales. En Chile, en cambio, solo existen 47 especies (pertenecientes a 7 géneros diferentes), de las cuales más del 50 % son endémicas.
Los géneros Bipinnula, Gavilea y Chloraea son muy primitivos, austroamericanos y afines a los géneros Lyperanthus y Caladenia, presentes en Australia, Nueva Guinea y Nueva Zelanda.
La mayoría de las especies chilenas se agrupan en los géneros Gavilea y Chloraea. En La Campana se ha registrado la presencia de 8 taxones.
Cinco de ellos son orquídeas endémicas estrictamente de Chile:
- Bipinnula plumosa Conocida en Chile como «la flor del bigote». Planta perenne de unos 50 cm de altura. En La Campana crece entre los 700-1100 m s. n. m., en el camino hacia el sector del Camino hacia la Mina Pronosticada.
- Gavilea venosa Herbácea rizomatosa crece entre los 1200 y los 2200 m s. n. m., entre Valparaíso y Biobío. Se conoce con los nombres locales de Orquídea del campo o Pico de loro.
- Chloraea bletioides También endémica de Chile, con una distribución desde el bosque relicto del Cerro Santa Inés hasta Curicó. En el parque florece a 750 m s. n. m. cerca de la Segunda Aguada (Sendero del Andinista). Es una orquídea de flores blancas con líneas verdes, a veces con tonalidad anaranjada hacia el centro.
- Chloraea galeata Orquídea de flores blancas, clasificada como endémica de Chile con una distribución entre Valparaíso y Concepción. Florece a 1100 m s. n. m. en el sector de Ocoa, por el sendero que conduce al portezuelo.
- Chloraea chrysantha Florece en el parque a unos 1000 m de altura, tanto en el Sendero del Andinista, como en el sector de Ocoa. Sus flores son amarillas, con una tonalidad anaranjada pueden verse entre octubre y diciembre.

Y otras tres especies son endémicas de Chile y Argentina:
- Brachystele unilateralis
- Chloraea picta
- Chloraea cylindrostachya

#### Ciperáceas

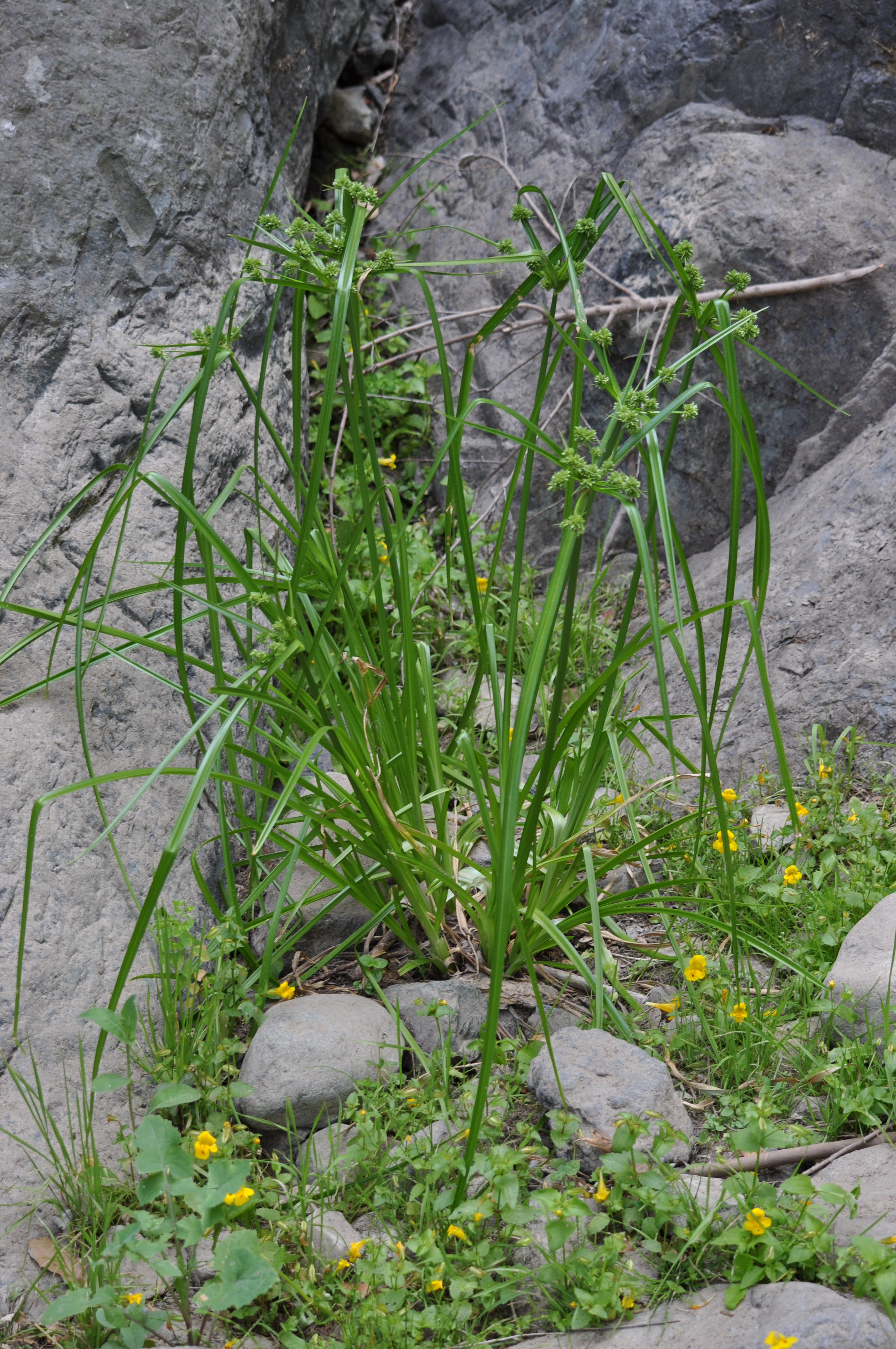
Cyperus eragrostis en la Primera Aguada.

Aparte de las especies de hermosas flores anteriormente descritas, en el estrato herbáceo de las comunidades vegetales emplazadas en las zonas más húmedas del parque (principalmente a orillas de los cursos de agua) destaca también la Cyperus eragrostis, una especie pariente genérica del papiro. Se trata de una ciperácea originaria de Sudamérica, de amplia distribución, perenne, con tallos de unos 40-60 cm de altura, raíces rizomatosas y aspecto de junco.

### Suculentas
En las laderas orientadas hacia el norte hay abundancia de suculentas de las familias Cactaceae y Bromeliaceae. Los quioscos y los chaguales dominan el paisaje vegetal, con varios taxones descritos:
- Trichocereus chiloensis, el quisco o cactus más común, endémico de Chile entre Atacama y Maule.
- Neoporteria curvispina (el género Neoporteria es también conocido por su sinónimo Eriosyce).
- Puya berteroniana Mez.[57] (sinónimo: Puya alpestris), la más grande de las puyas chilenas, conocida localmente como «chagual azul». Planta de flores verde azuladas para la que se ha descrito un fenómeno de autocombustión, justamente en el Cerro La Campana. Esta característica aún no está muy estudiada, pero que se supone que la compartiría con las otras puyas.[58]
- Puya chilensis Molina (chagual, cardón) de flores amarillo verdosas.[57]
- Puya coerulea Lindl. (chagual chico) de tamaño más pequeño[57] y flores morado a violeta oscuro, parecida a la Puya venusta, pero de inflorescencia ramificada.[59]

### Plantas trepadoras y enredaderas

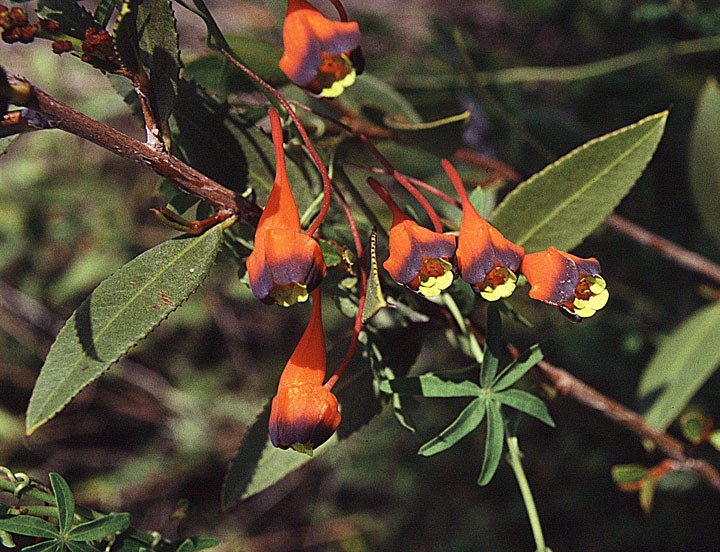
Tropaeolum tricolor (soldaditos)

En La Campana, especialmente en los lugares más sombríos y de vegetación más densa, hay variedad de plantas que se enredan en árboles y arbustos, una adaptación que les permite acceder mejor a la luz. De las trepadoras del género Tropaeolum (familia Tropaeolaceae) se ha registrado la presencia de los siguientes taxones:
- Tropaeolum tricolor
- Tropaeolum cilliatum ssp. septentrionale
- Tropaeolum azureum

### Árboles

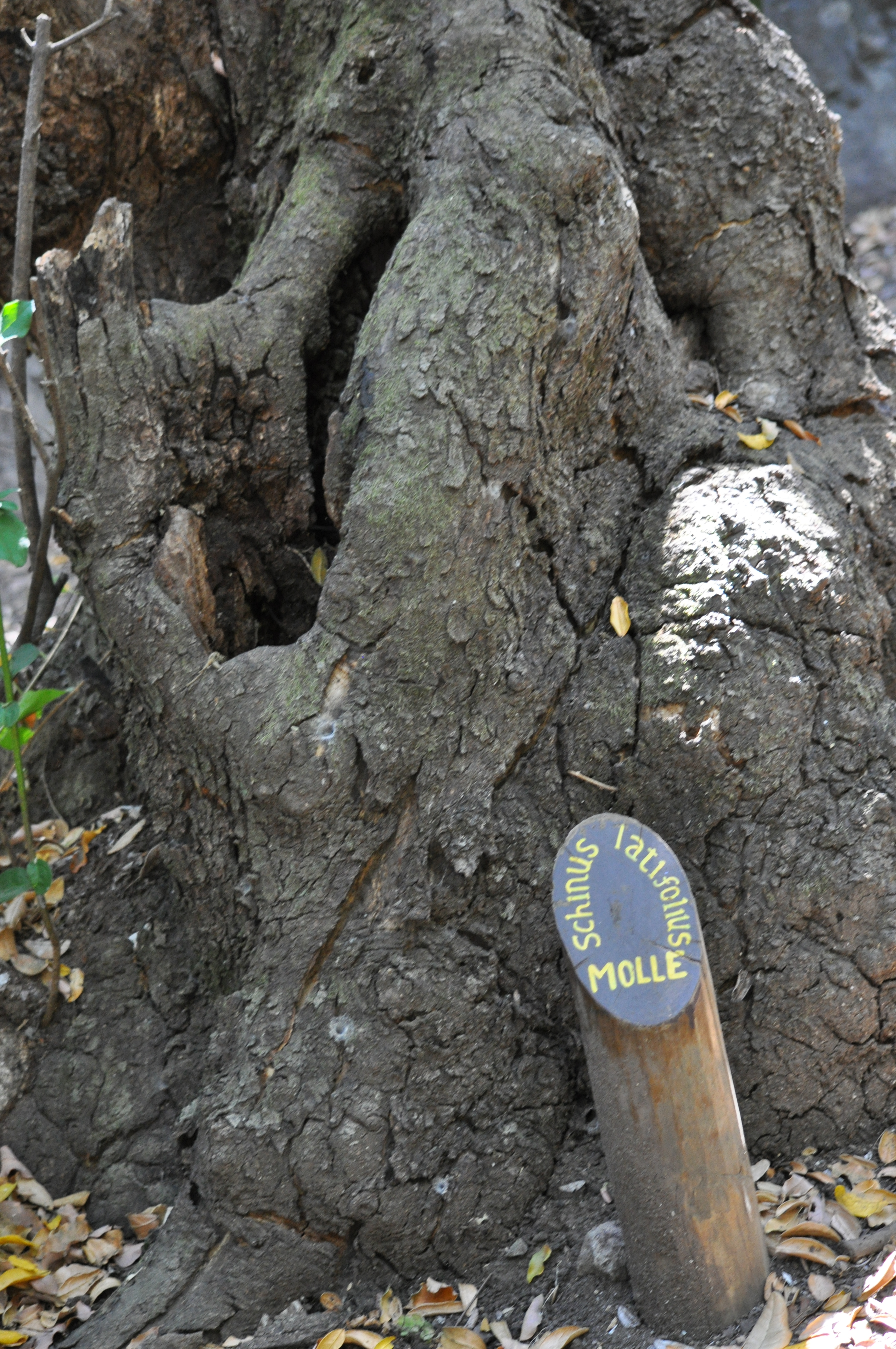
Tronco de un antiguo molle (Schinus latifolius) en el «Circuito La Canasta», donde las especies arbóreas están convenientemente rotuladas

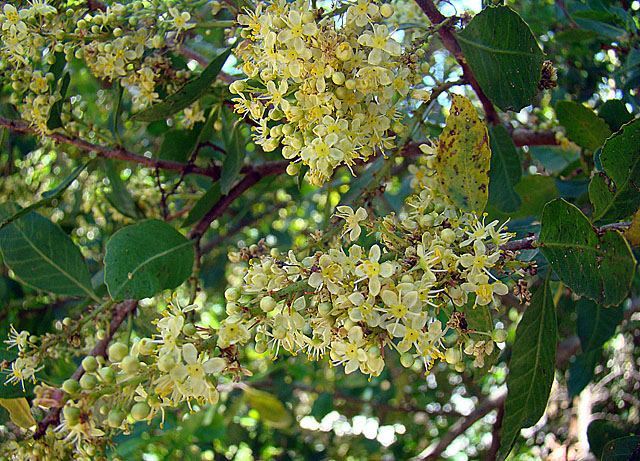
Flores y hojas de una de las especies que se denominan «molle»Schinus latifolius

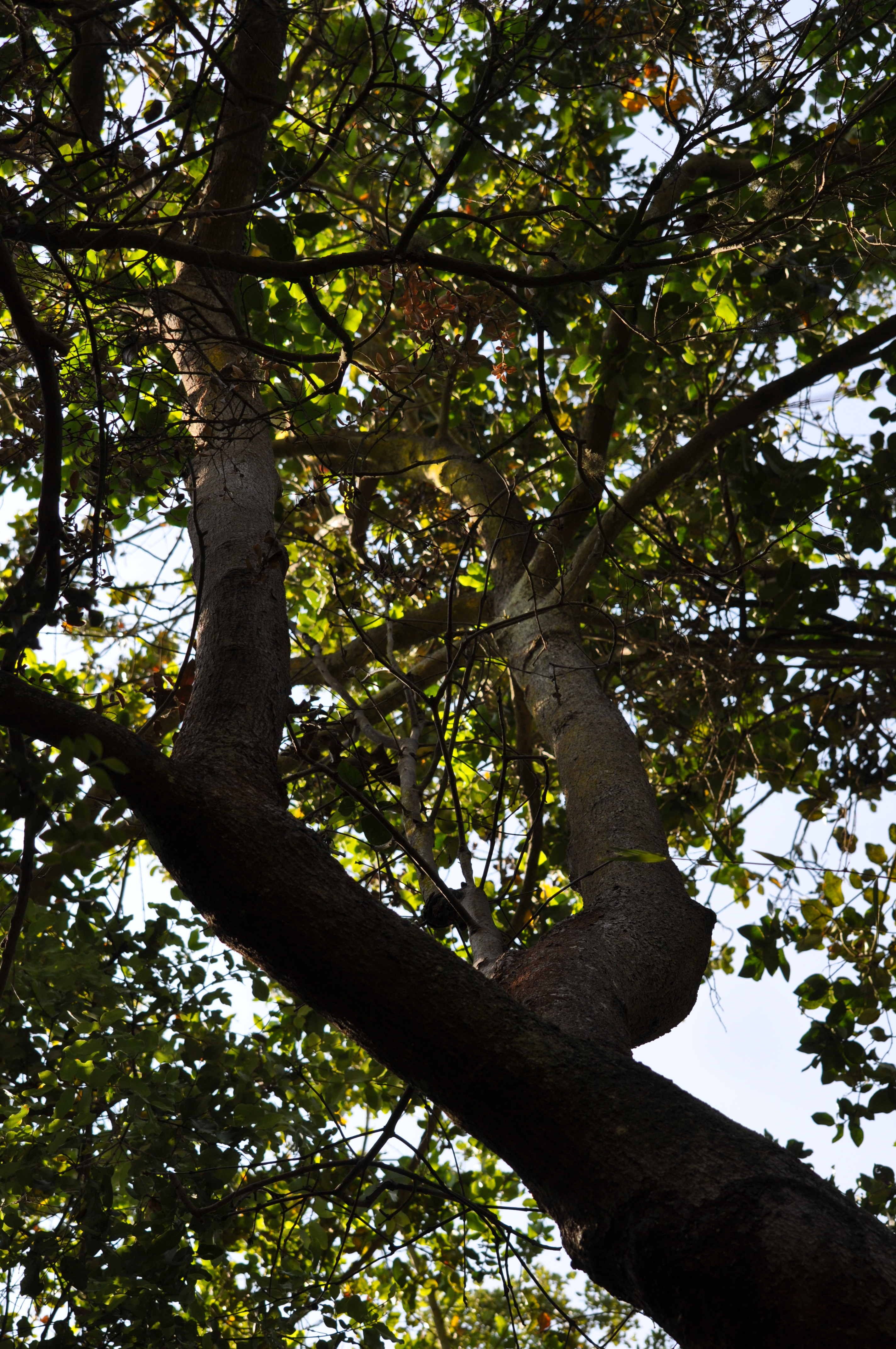
Belloto Beilschmiedia miersii, «Circuito La Canasta»

Los árboles del parque son casi todos perennifolios, con algunas excepciones como el roble (Nothofagus macrocarpa) que es un árbol caducifolio monoico y el espino Acacia caven que también pierde sus hojas en otoño.
Las 22 especies arbóreas con mayor representación en La Campana son las siguientes:
| - Acacia caven (espino) - Azara celastrina (corcolén) - Azara petiolaris (maquicillo, lilén) - Beilschmiedia miersii (belloto del norte) - Citronella mucronata (naranjillo, huillipatagua) - Crinodendron patagua (patagua) - Cryptocarya alba (peumo) - Dasyphyllum excelsum (palo santo, tayú) - Drimys winteri (canelo) - Escallonia pulverulenta (corontillo) - Lomatia hirsuta (radal) | - Kageneckia oblonga (bollén) - Lithrea caustica (litre) - Luma chequen (chequén) - Sophora macrocarpa (mayu) - Myrceugenia obtusa (arrayán) - Nothofagus macrocarpa (roble blanco, roble de Santiago) - Persea meyeniana (lingue) - Peumus boldus (boldo) - Quillaja saponaria (quillay) - Rhaphithamnus spinosus (arrayán macho, huayún) - Schinus latifolius (molle) |

### Especies arbustivas

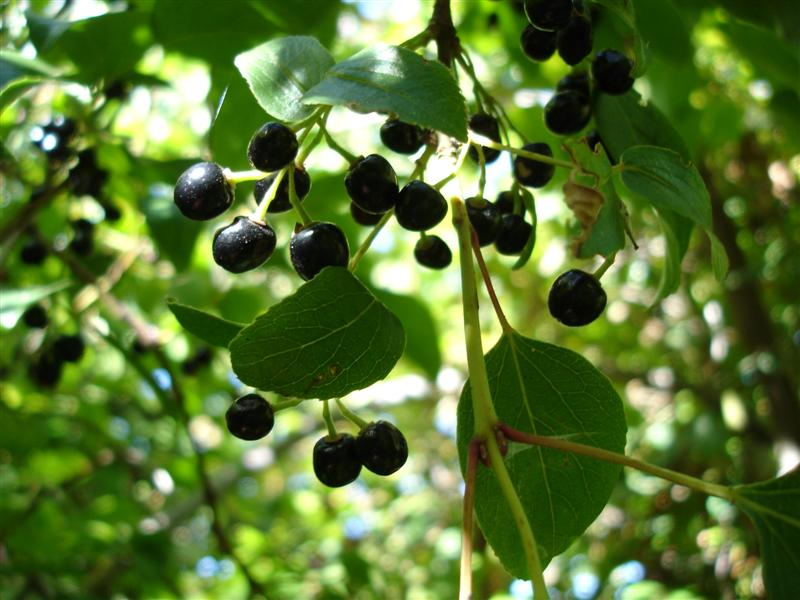
Aristotelia chilensis (maqui)

En el parque crece una amplia variedad de arbustos, muchos de ellos con llamativas flores (como la Fuchsia magellanica) y exóticos frutos comestibles, como el maqui (Aristotelia chilensis). A varias de estas especies se le atribuyen propiedades curativas y se utilizan profusamente en tratamientos de medicina popular. Por ejemplo, la Aristotelia chilensis tiene propiedades antiinflamatorias, antiespasmódicas, astringentes y analgésicas y se utiliza en medicina popular para curar heridas, diarreas y dolores de garganta, el colliguay se usa contra las úlceras o el pingo-pingo (Ephedra chilensis) se considera útil para aliviar trastornos de las vías urinarias. Las hojas de algunas plantas arbustivas, como el oreganillo (Satureja gilliesii), se usan con fines culinarios para condimentar diversos platos. Algunos de estos arbustos tienen maderas de finas particularidades: la madera de Aristotelia chilensis sirve para fabricar instrumentos musicales y la corteza del crucero (Colletia hystrix) es útil para lavar la ropa o los cabellos. El "tabaco del diablo" (Lobelia excelsa) es el único arbusto que posee en sus tallos un látex venenoso, de alta toxicidad, que se utiliza por algunos consumidores de drogas como un peligroso alucinógeno.
Por su endemismo, destacan en La Campana los siguientes 20 taxones:

#### Arbustos endémicos de Chile
| - Acrisione denticulata (palo de yegua) - Adenopeltis serrata (colliguay macho, lechón) - Aristeguietia salvia (salvia macho, pegajosa) - Colliguaja odorifera (colliguay, lechón) - Chusquea cumingii (quila, quila chica) - Gochnatia foliolosa (mira) - Lobelia polyphylla (tupa) | - Lobelia excelsa (tabaco del diablo, tupa) - Porlieria chilensis (guayacán) - Retanilla ephedra (retamilla, frutilla del campo) - Retanilla trinervia (trevo, trevu) - Satureja gilleisii (oreganillo) - Sphacele salviae (salvia) |

#### Arbustos endémicos de Chile y Argentina
- Aristotelia chilensis (maqui)
- Colletia hystrix (crucero, yaqui, junco minero)
- Ephedra chilensis (pingo-pingo, solupe)
- Fuchsia magellanica (chilco)
- Ribes punctatum (zarzaparrilla, parrilla, uvilla)

#### Arbustos endémicos de otras áreas suramericanas
- Otholobun grandulosum (culén). Especie endémica de Chile y Perú
- Schinus polygama (hingán). Especie nativa de Argentina, Bolivia, Uruguay y Chile

## Fauna
En complejas redes biológicas, el ecosistema de La Campana aloja un biodiversidad muy particular de especies animales. Aunque se reproduce la misma estructura piramidal común a todos los ecosistemas, en La Campana influye además el relieve y el carácter relictual de ciertos sectores del bosque, de tal suerte que han surgido comunidades sectoriales dentro del parque, con algunas especies endémicas de distribución bastante local o hasta exclusivas de La Campana. En cualquier caso, entre los mamíferos, las especies herbívoras son notablemente superiores en número que las carnívoras y entre las aves, las cantoras comunes son más frecuentes que las rapaces.

### Mamíferos

#### Carnívoros
En el parque hay registros de observación de diversas especies carnívoras, pero como se trata de animales que se trasladan recorriendo grandes distancias y no existen en abundancia, no es frecuente que un visitante ocasional del parque se cruce con ellos. Sin embargo, se ha descrito la presencia de los siguientes carnívoros:
Zorros

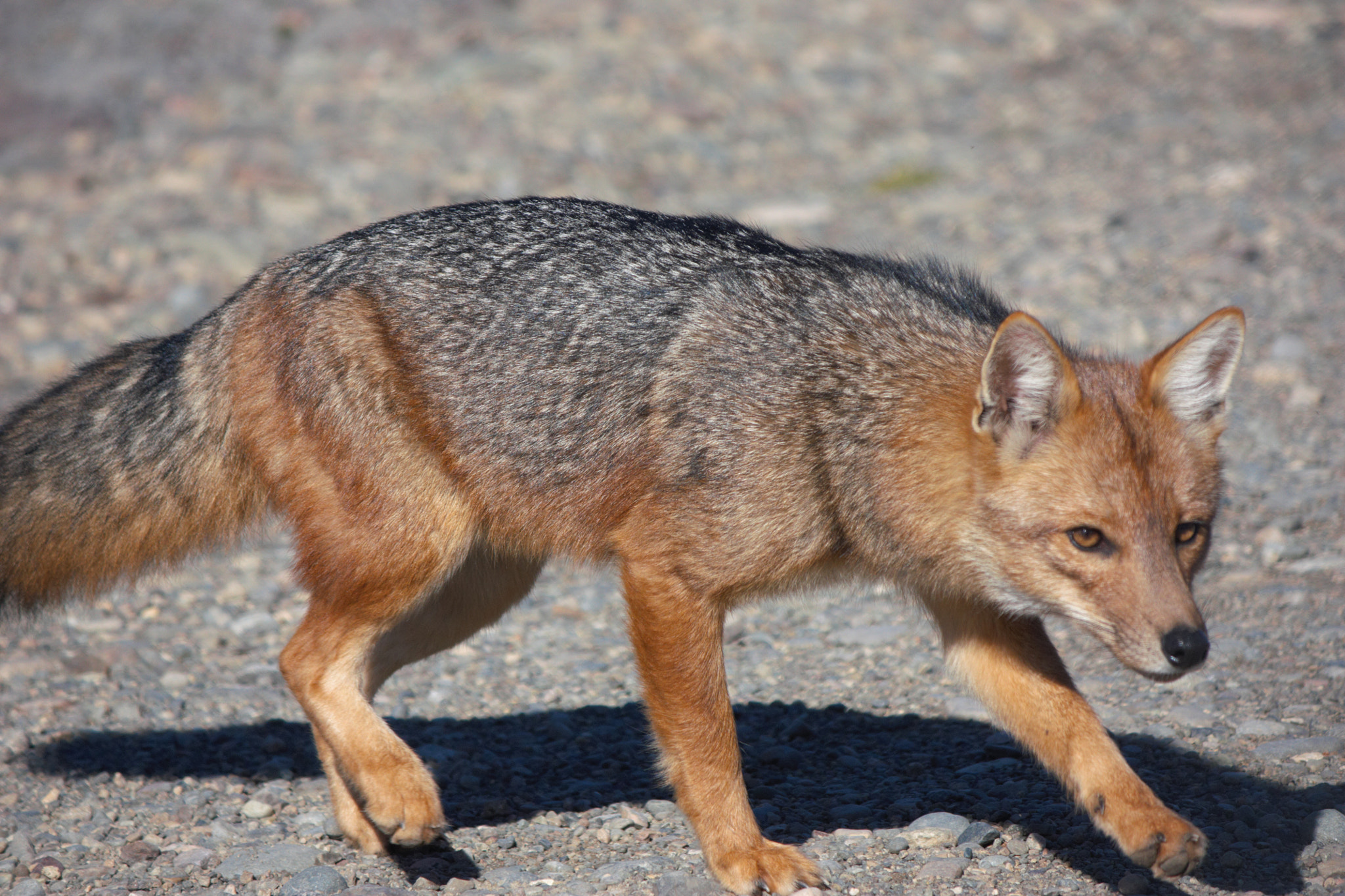
Zorro culpeo

- Zorro culpeo (Lycalopex culpaeus): Su tamaño de cabeza a cola alcanza la longitud de un metro y es un zorro de color pardo con visos amarillentos. Es cazador y omnívoro. Habita en todo el territorio nacional y en la zona del parque se le ha visto activo al amanecer y a la hora del crepúsculo. En épocas recientes, a los cambios en las cuencas hidrológicas, así como en el uso y destino del agua, se ha sumado una grave sequía que ha afectado a la región entre los años 2007-2008, así como entre 2014-2015. Esta condición obliga a los zorros a abandonar las zonas altas de su hábitat natural en busca de vertientes más abajo en el parque. Con ello, pierden su entorno acostumbrado para la caza, a veces con tan graves consecuencias para su salud, que algunos ejemplares desnutridos han tenido que ser rescatados por guardabosques.
- Zorro chilla (Lycalopex griseus): Es un zorro de tamaño más reducido que el anterior, dedicado a la caza de roedores que son abundantes en el parque en años lluviosos. Aunque en temporadas de sequía logra sobrevivir alimentándose de insectos y de los frutos de litre y peumo, la falta de agua también perjudica notoriamente la nutrición de esta especie.

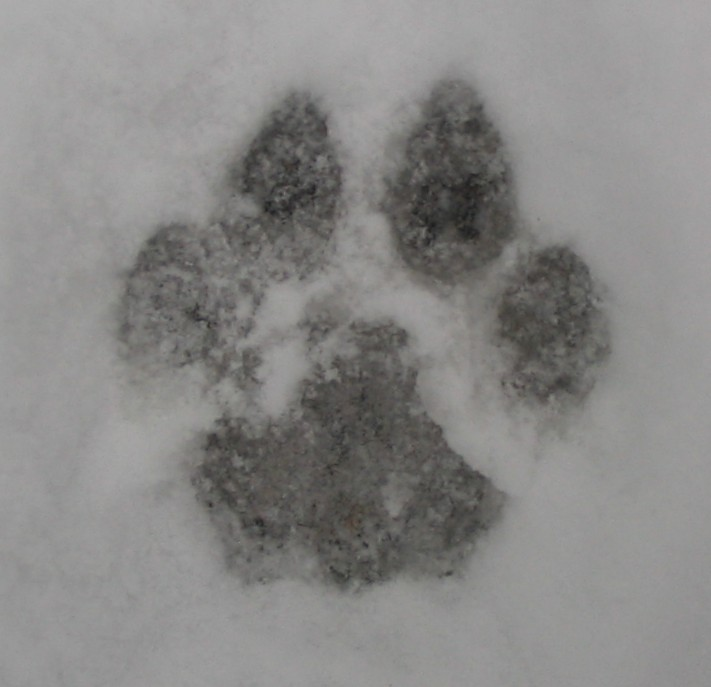
Huella de puma

Felinos
Sin duda, se trata aquí de las especies más escasas y amenazadas de toda la zona del parque y de toda la región en general:
- Puma (Puma concolor) o (Felis concolor, el «león americano» es el segundo mayor felino del continente después del Jaguar. En el parque ha sido visto en el sector de Ocoa. Probablemente antaño tuvo aquí mejor alimento, antes de que se extinguieran los guanacos de la zona. Hoy baja desde las zonas más altas para alimentarse de conejos u ovejas en los sectores agrícolas.
- Colocolo (Leopardus colocolo) Felino de color café con tonos grisáceos y rojizos. Otra característica es una franja oscura sobre el lomo y hasta el comienzo de la cola. Está activo de noche y habita las áreas de matorrales del parque. Su tamaño alcanza cerca de un metro y medio.
- Güiña (Leopardus guigna) Pequeño gato de color amarillento, de tamaño algo menor que el doméstico. Habita sobre los árboles en las zonas más densas. Se alimenta de aves y roedores. Aunque es menos escasa que los otros felinos, también es de hábitos principalmente nocturnos y es por ello igualmente difícil que sea avistada por un visitante ocasional de La Campana.

Mustélidos
- Quique (Galictis cuja): Animal muy rápido y ágil, hábil cazador de conejos y roedores. En el parque habita en los matorrales de las zonas bajas, tanto en el Cajón Grande como en Ocoa.

Mefítidos

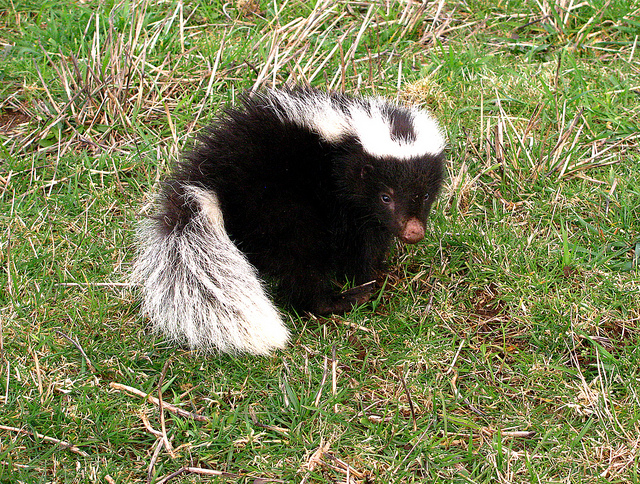
Se ha observado al chingue (Conepatus chinga) tanto en Ocoa como en Granizo

- Chingue (Conepatus chinga): Es un zorrillo de unos 70 cm que se alimenta principalmente de lombrices (tiene muy buen olfato y uñas muy largas en las extremidades anteriores, de modo que se las arregla muy bien para desenterrarlas), de otros invertebrados, como asimismo de sapos y lagartos. Ante un ataque se defiende lanzando un líquido de muy mal olor que puede proyectar hasta 3 m de distancia. Se ha registrado su presencia en el parque en los sectores de Ocoa y Granizo.

#### Roedores

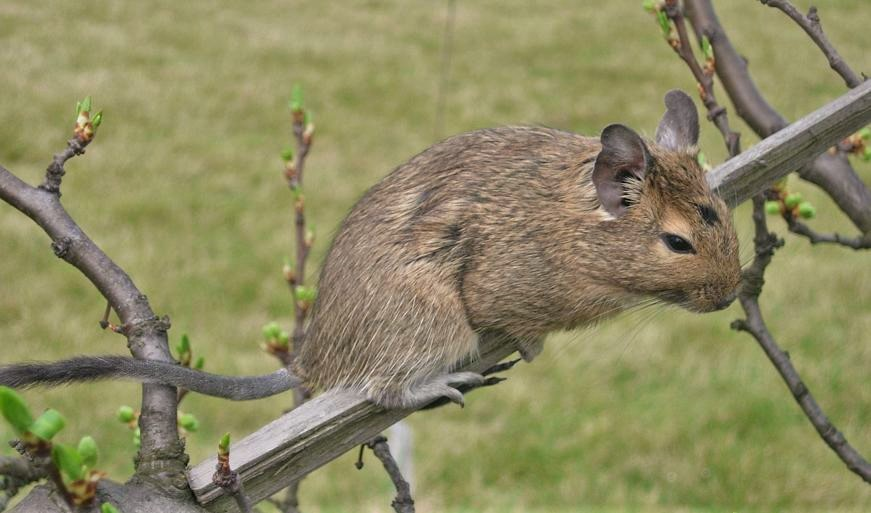
Degú (Octodon degus)

En La Campana se han observado 13 especies del orden Rodentia, 11 de ellas nativas y otras 2 que en realidad son de hábitat urbano, pero que progresivamente han ido poblando estos espacios silvestres: la rata negra y la laucha (Rattus rattus y Mus musculus). Tres de las especies de roedores presentes en el parque (Rattus rattus, Octodon lunatus y Octodon degus), podrían ser las principales responsables de la próxima extinción de Jubaea chilensis, según han advertido investigaciones recientes. Sin embargo, Octodon degus, no solo se come las semillas, sino que dispersa y entierra la mitad de las que recoge, con lo que compensa un poco la depredación. Octodon lunatus (especie endémica) y Rattus rattus (especie invasora), en cambio, consumen todas las semillas que recogen.
Entre las especies nativas destacan las únicas 2 diurnas:
- Degú (Octodon degus), especie trepadora y cavadora que es muy característica del parque, especialmente en zonas de matorral esclerófilo y xerófilo. Son herbívoros y en el área de Ocoa se alimentan principalmente de los frutos de la palma chilena, y en menor medida también de los del litre, trevo y colliguay.
- Vizcacha (Lagidium viscacia), es el roedor más grande de los presentes en el parque, pudiendo medir hasta 80 centímetros desde el hocico hasta la punta de la cola. Es herbívora y muy ágil. Prefiere las zonas altas y vive en grupos familiares.

Las otras 9 presentan actividad nocturna o crepuscular.
- Cururo (Spalacopus cyanus), especie herbívora y de hábitat subterráneo.
- Ratón topo (Chelemys megalonyx), omnívoro que habita en las quebradas de vegetación abundante.
- Ratón de cola larga (Oligoryzomys longicaudatus), pequeño roedor de cola muy larga (dos veces la longitud del cuerpo, conocido porque un porcentaje es portador del hantavirus.
- Ratón orejudo (Phyllotis darwini), también de larga cola y orejas grandes habita entre los arbustos.
- Ratón pelo largo (Abrothrix longipilis) pequeño ratón de abundante y largo pelaje que habita en Chile, Argentina y también otros países sudamericanos, presente en el parque en zonas de matorral.
- Ratón oliváceo (Abrothrix olivacea), ratón que habita la estepa arbustiva y herbácea, así como el bosque de Nothofagus presente en Chile y Argentina, principalmente en el norte de la Patagonia.[69]
- Ratón chinchilla (Abrocoma bennetti), especie nocturna que a veces ocupa las mismas madrigueras que el degú (diurno).
- Degú costino (Octodon lunatus), en el parque se le encuentra en los sitios de mayor humedad y con alta densidad vegetacional.
- Coipo (Myocastor coypus), aunque se ha registrado su presencia, se trata de una especie muy escasa en el parque, puesto que para desarrollarse necesitaría lugares con aguas tranquilas y menor presencia de depredadores.

#### Lagomorfos
Las dos especies del orden Lagomorpha presentes en diversas regiones de Chile (ninguna endémica, sino ambas introducidas desde Europa) también han poblado algunas áreas del parque, principalmente los sectores de Cajón Grande y Ocoa. Mientras que los conejos conviven en grandes grupos familiares con los que comparten madrigueras de múltiples entradas y desde las que suelen salir en grupo, las liebres son animales solitarios y quietos que además, por la coloración parda de su pelaje, pueden pasar desapercibidas. Ante movimientos que señalen la amenaza de un posible depredador, suelen huir a grandes velocidades. Por estas razones, será más fácil que un visitante del parque se encuentre con conejos y más improbable que logre ver a las liebres:
- Liebre (Lepus capensis)
- Conejo (Oryctolagus cuniculus)

#### Didelfimorfos

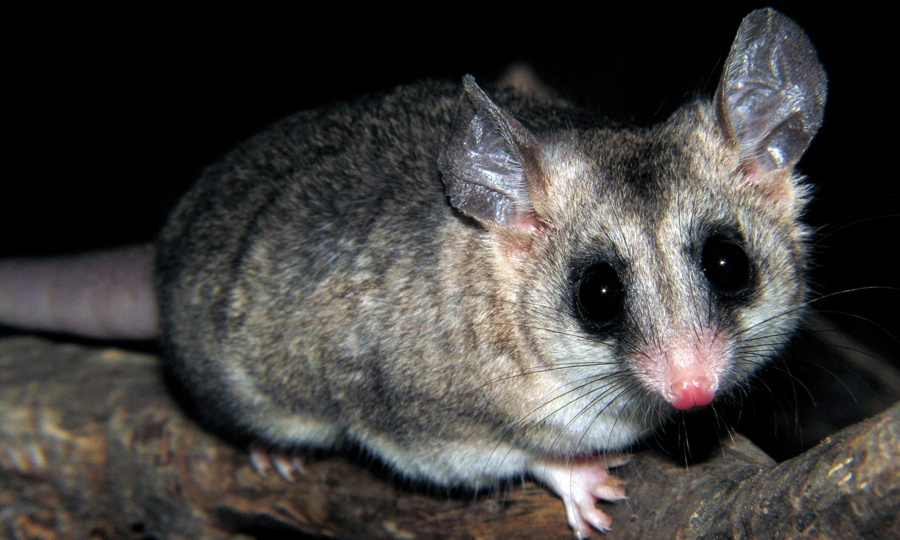
Yaca (Thylamys elegans), habita en el parque entre los matorrales

- Yaca (Thylamys elegans), es un marsupial didelfimorfo nocturno y pequeño (mide unos 25 cm y no pesa más de 20 g) que habita preferentemente en los matorrales del parque y en las áreas rocosas de mediana altura, utilizando con frecuencia los nidos abandonados por las aves. Si bien no posee marsupio, presenta características comunes a otros marsupiales: sus crías tienen pobre desarrollo intrauterino y tras su nacimiento crecen aferradas a los pezones maternos hasta que pueden sobrevivir de manera independiente.[70]

### Aves
La Campana posee una gran riqueza ornitológica y constituye por esto uno de los mejores lugares que ofrece la zona central para observar una gran diversidad de aves concentradas en un único parque.

#### Cantoras más comunes

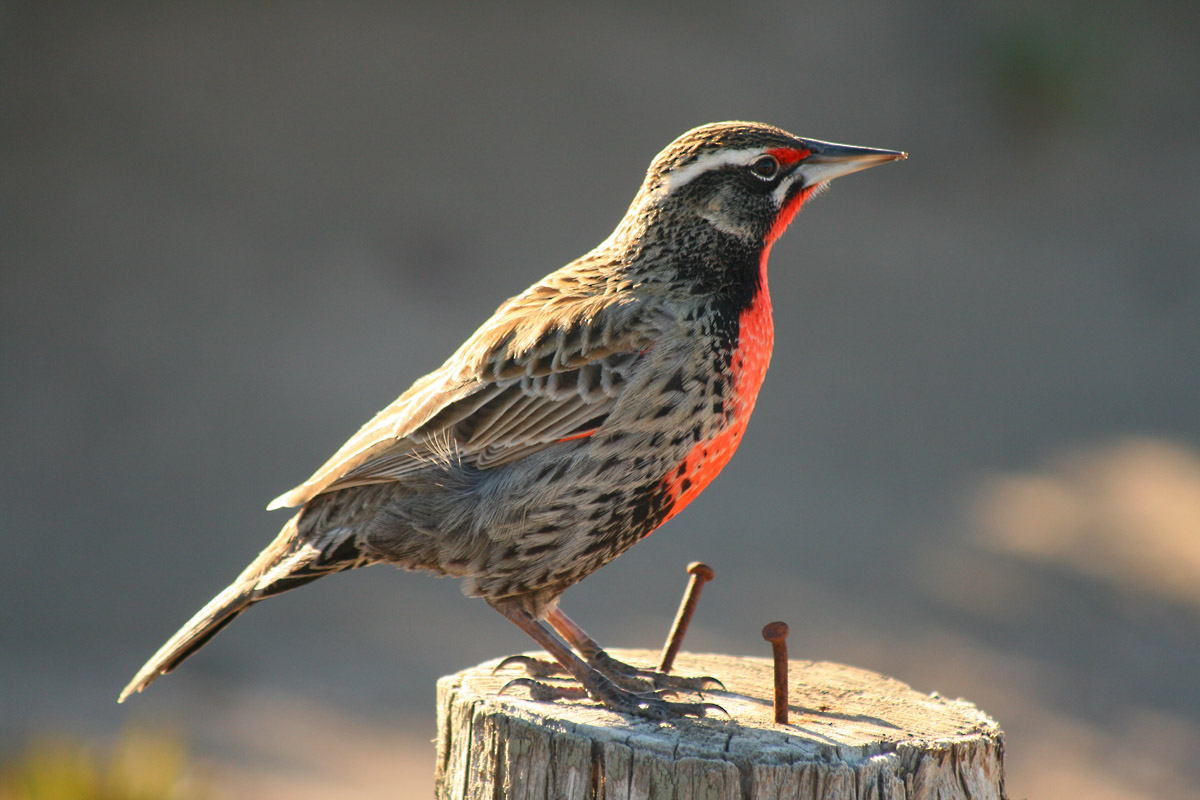
Sturnella loyca: un ejemplar macho con su característico pecho rojo

Las siguientes aves tienen una fuerte presencia en el parque y son las que cualquier visitante podrá ver con facilidad. Su distribución es muy amplia por los más diversos sectores:
| - Tórtola (Zenaida auriculata) - Diuca (Diuca diuca) - Diucón (Xolmis pyrope) - Cometocino patagónico (Phrygilus patagonicus) - Rara (Phytotoma rara) - Chincol (Zonotrichia capensis) - Fiofío (Elaenia albiceps) - Jilguero (Spinus barbatus) | - Zorzal (Turdus falcklandii) - Tenca (Mimus thenca) - Torcaza (Patagioenas araucana) - Tordo (Curaeus curaeus) - Loica (Leistes loyca) - Mirlo (Molothrus bonariensis) - Chirihue (Sicalis luteola) |

#### De suelo (caminadoras)

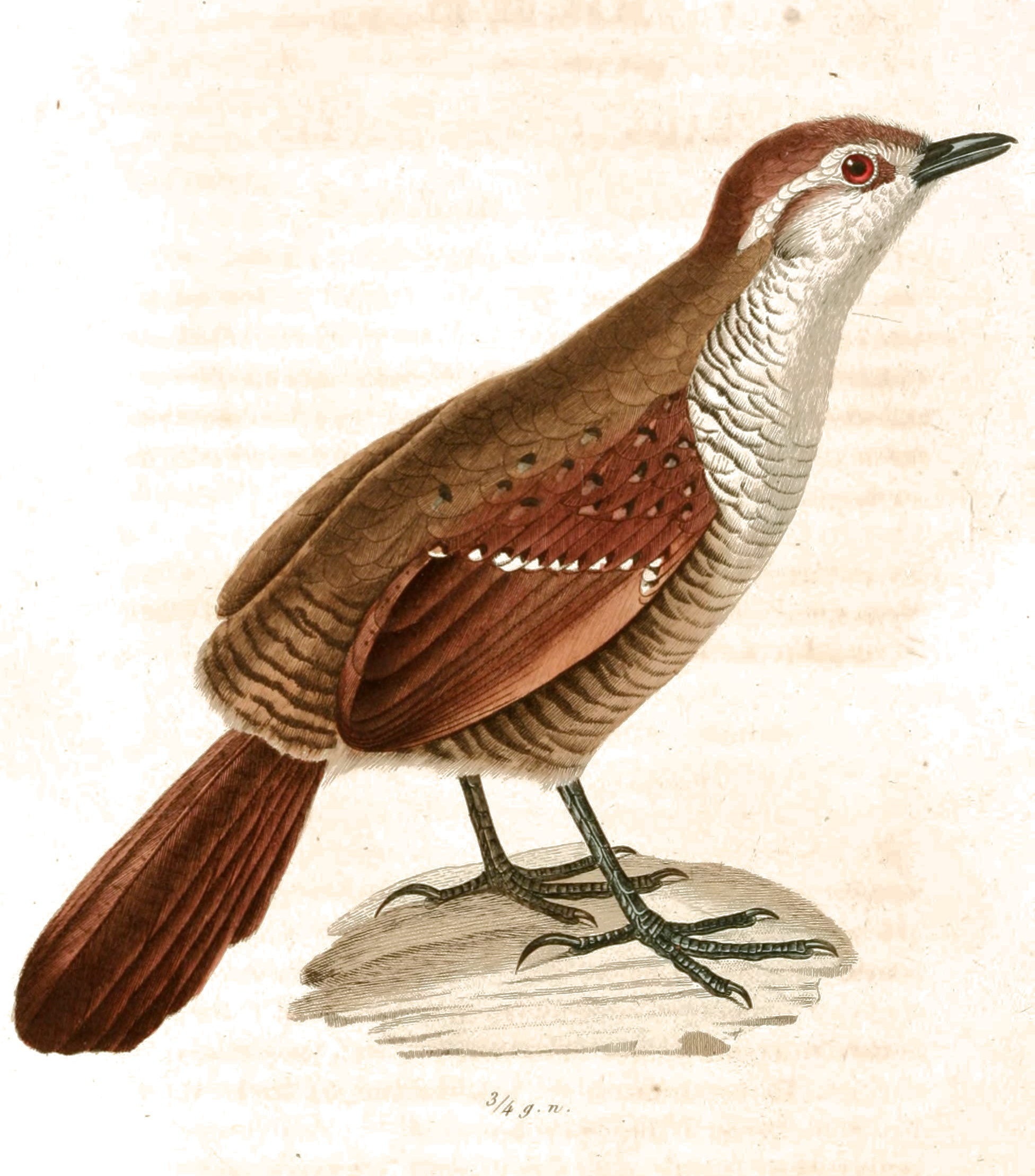
Scelorchilus albicollis, especie endémica de Chile, cuyo nombre local ("Tapaculo") se debe a que las plumas de su cola están orientadas hacia abajo

- Perdiz chilena (Nothoprocta perdicaria), especie endémica de Chile.
- Codorniz (Callipepla californica), nativa de Canadá, México y Estados Unidos.[71]
- Tapaculo (Scelorchilus albicollis), especie endémica de Chile.
- Churrín del norte (Scytalopus fuscus), especie endémica de Chile.
- Turca (Pteroptochos megapodius), especie endémica de Chile.
- Chiricoca (Ochetorhynchus melanurus), especie endémica de Chile.
- Canastero (Asthenes humicola o Pseudasthenes humicola), especie endémica de Chile.[72]

#### Trepadoras
- Pitío (Colaptes pitius)
- Comesebo grande (Pygarrhichas albogularis)
- Carpinterito (Picoides lignarius)

#### Acuáticas
En el área del parque prácticamente no existen sectores de humedales o lagunas, sin embargo, algunas aves acuáticas se han adaptado para habitar los pequeños esteros, arroyos, canales y algunas otras zonas húmedas.
- Garza grande (Ardea alba)
- Garza chica (pequeña) (Egretta thula)
- Huairavo (Nycticorax nycticorax)
- Churrete acanelado (Cinclodes fuscus)
- Pidén (Pardirallus sanguinolentus)

#### Aves pequeñas de vegetación densa
En aquellas zonas más húmedas y con vegetación densa, habitan y nidifican una serie de pajarillos pequeños, esencialmente insectívoros (aunque algunos también incluyen semillas en su dieta). Son las especies siguientes:
- Tijeral (Leptasthenura aegithaloides)
- Colilarga (Sylviorthorhynchus desmursii)
- Rayadito (Aphrastura spinicauda)
- Cachudito (Anairetes parulus)
- Chercán (Troglodytes aedon)

#### Rapaces diurnas
Estas aves, gracias a una especial constitución de su retina, tienen un enorme desarrollo del sentido de la visión, de modo que para cazar pueden avistar a otros animales desde gran altura, aun cuando se trate de presas relativamente pequeñas. Se comportan de manera agresiva frente a otras aves cazadoras y marcan su territorio, defendiéndolo. Tampoco aceptan a las de su misma especie en los espacios que han definido como propios (o de su pareja o familia, como en el caso del cernícalo).
- Cóndor (Vultur gryphus). Es el ave de mayor envergadura alar del mundo (3,5 m) y, aunque habita principalmente en la Cordillera de los Andes (allí nidifica), en invierno cruza frecuentemente hacia la Cordillera de la Costa y es posible avistarlo en el parque en las zonas altas de La Campana y El Roble.
- Jote de cabeza negra (Coragyps atratus)
- Jote de cabeza colorada (Cathartes aura)
- Tiuque (Milvago chimango)
- Aguilucho (Geranoaetus polyosoma)
- Aguilucho chico (Buteo albigula)
- Cernícalo (Falco sparverius)
- Peuco (Parabuteo unicinctus)
- Peuquito (Accipiter chilensis)

#### Rapaces nocturnas

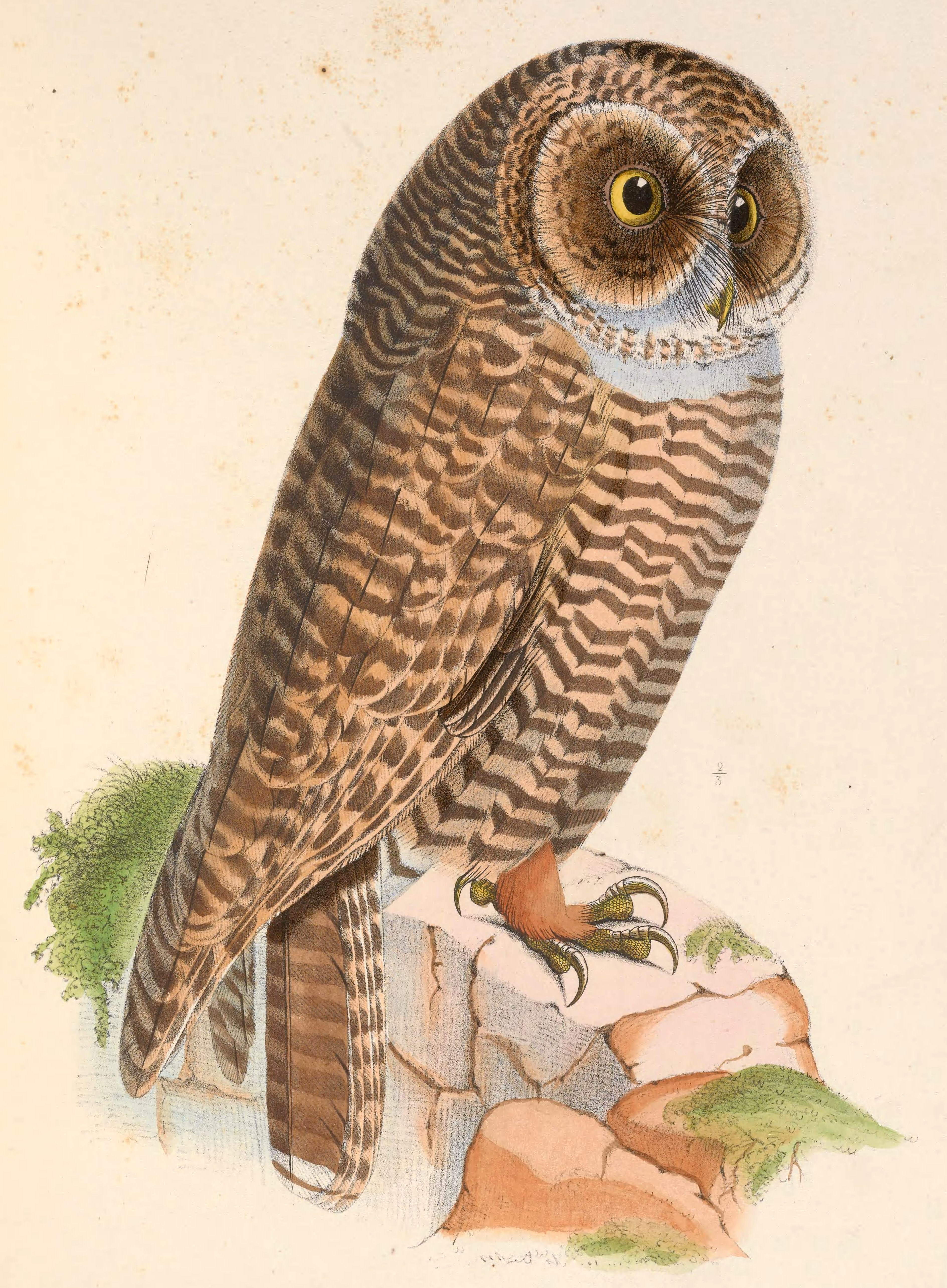
El concón, especie de las zonas densas con árboles viejos y altos del parque

Para estas aves de presa que cazan durante la noche, el oído constituye el sentido fundamental. Sus enormes ojos —cuya inmovilidad se compensa por el movimiento ágil, rápido y de amplio radio de sus cabezas— son menos importantes para la caza de lo que aparentan (de hecho, si se les cubren los ojos, pueden continuar detectando a sus presas, mientras que si se les priva de la audición, la caza se torna imposible). Con sus garras afiladas capturan y dan muerte a sus presas, las que luego engullen tragándoselas enteras. Su sistema digestivo incluye un estómago glandular que permite una digestión química muy eficiente de los animales enteros, expulsando luego una egagrópila conformada por los huesos, pelos u otros elementos indigeribles. En el parque nacional La Campana su principal dieta está constituida por roedores y conejos, aunque algunas de estas aves, como la lechuza, cazan también pequeños pájaros, murciélagos y diversos insectos.
- Pequén (Athene cunicularia)
- Chuncho (Glaucidium nana)
- Tucúquere (Bubo magellanicus)
- Lechuza (Tyto furcata tuidara)
- Concón (Strix rufipes)

### Reptiles

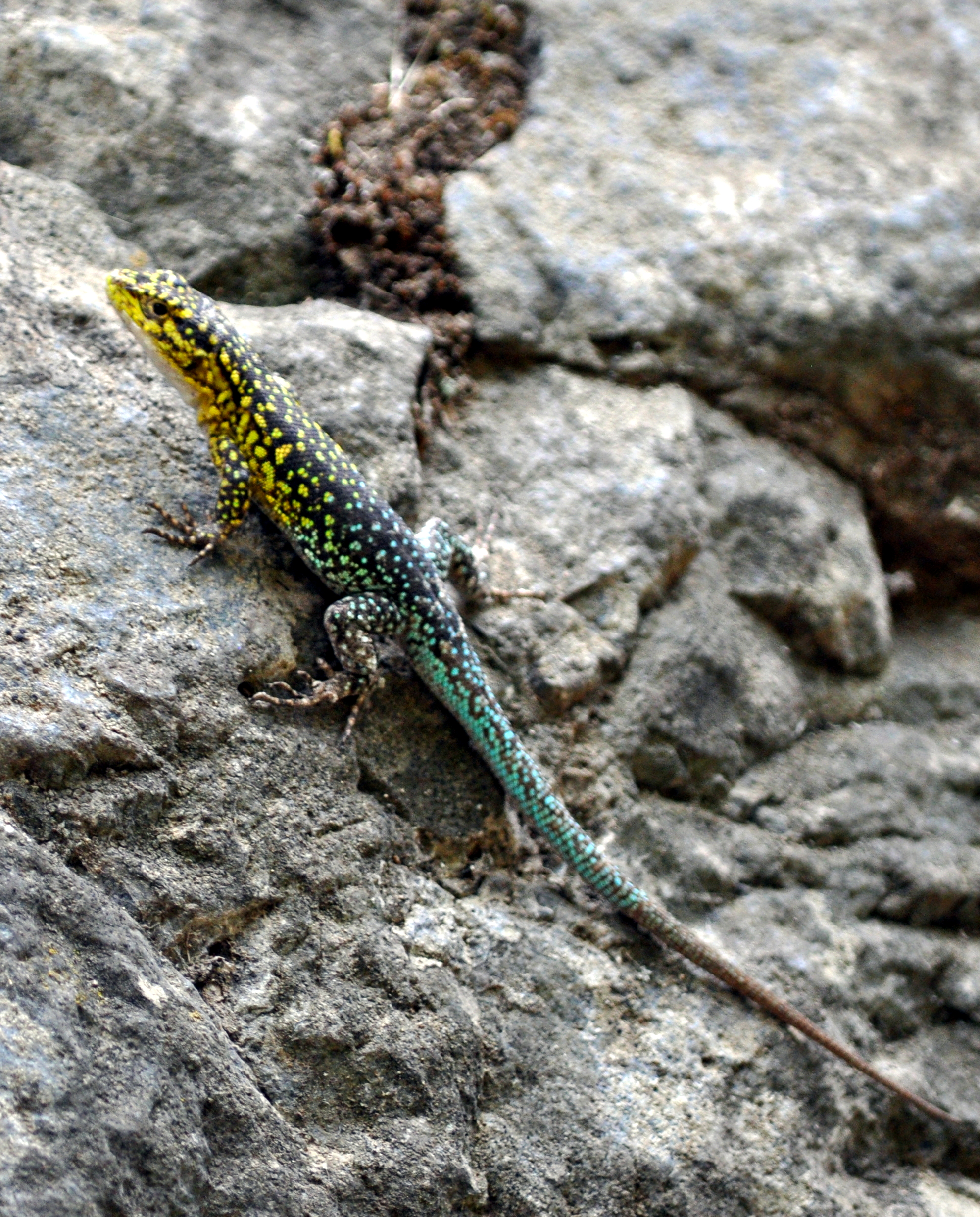
Liolaemus tenuis. Fotografía tomada cerca de la «Primera aguada» (curso de agua de la quebrada «La Campana»), en el «Sendero del Andinista»,

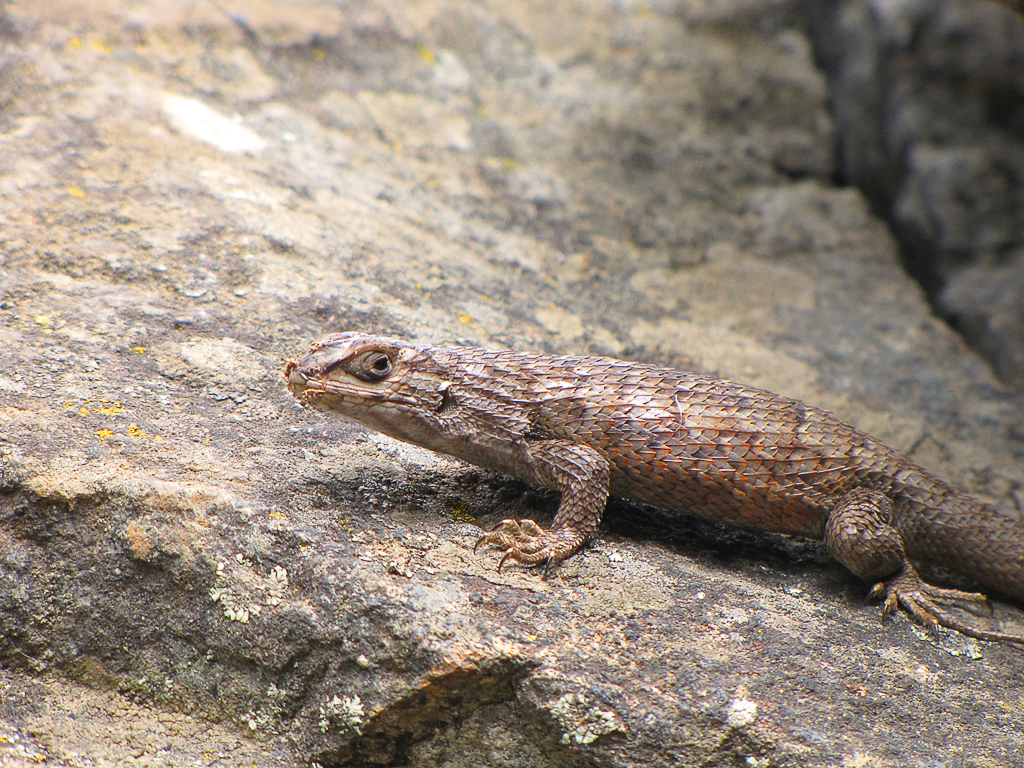
Un ejemplar de Liolaemus nitidus asoleándose sobre una roca de La Campana

En La Campana existen muchas especies de lagartos, lagartijas y culebras. Por las mañanas es más fácil observarlos, puesto que siendo estos animales ectotermos, se encontrarán a esta hora menos activos, tomando sol para regular su temperatura. Hay registro de las siguientes especies, distribuidas en el parque en diversos sectores, en lo esencial altitudinalmente:

#### Género Liolaemus
- Lagartija oscura (Liolaemus fuscus), que es una lagartija que habita entre los 300 y 1500 m s. n. m. Mide unos 9 cm como máximo y es la especie más pequeña de su género en Chile (sin contar a los "dragones" o antes Phrynosaura).[75]
- Lagarto nítido (Liolaemus nitidus), este lagarto es bastante más grande que el anterior y puede llegar a medir unos 25 cm. En La Campana habita entre los 900 y 1200 m s. n. m.[75]
- Lagartija de Schoeder (Liolaemus schoederi), es una lagartija de tamaño medio (14 cm) que en el parque habita sectores sobre los 1000 m s. n. m. Es una especie ovovivípara, es decir la hembra retiene el huevo en el oviducto y acaba pariendo una cría viva, pero que viene de un huevo. Esta forma de reproducción constituye una adaptación a los sectores de cordillera.[75]
- Lagartija esbelta o tenue (Liolaemus tenuis), es una lagartija colorida (el macho es amarillo y azul y la hembra gris y amarilla), ovípara. Se alimenta de insectos y vive en grupos formados por un macho y varias hembras, generalmente entre los árboles. Si se siente amenazada, a diferencia de la mayoría de las lagartijas y lagartos que escapan por el suelo o se esconden en roquerías, esta tiende a huir trepando a un árbol. Se ha registrado su presencia en diversas altitudes hasta los 1450 m s. n. m. como máximo.[75]
- Lagartija de los montes (Liolaemus monticola) Lagartija de unos 15 cm de largo, presente en el parque desde los 800 m s. n. m. hasta la cumbre. Aunque no es ovípara, pone sus huevos en un estado avanzado como adaptación al clima frío de altitud, para aprovechar mejor la temporada cálida.[76]
- Lagarto chileno o llorón (Liolaemus chiliensis) Lagarto insectívoro de unos 20 cm de largo; habita en el parque entre los 750 y 1100 m s. n. m.
- Lagartija negro-verdosa (Liolaemus nigroviridis) Lagarto insectívoro y ovovivíparo que habita entre los 1100 y los 1900 m s. n. m. en La Campana y en altitudes similares de la Cordillera de Los Andes. Sus principales depredadores en el parque son la iguana y el cernícalo. Se ha descrito una variedad geográfica específica de La Campana, Liolaemus nigroviridis campanae.[77]
- Lagartija lemniscada (Liolaemus lemniscatus). Pequeña lagartija de unos 10 cm. Prefiere los pastizales entre los 200 y 1000 m s. n. m.[76]

#### Iguana y otros lagartos

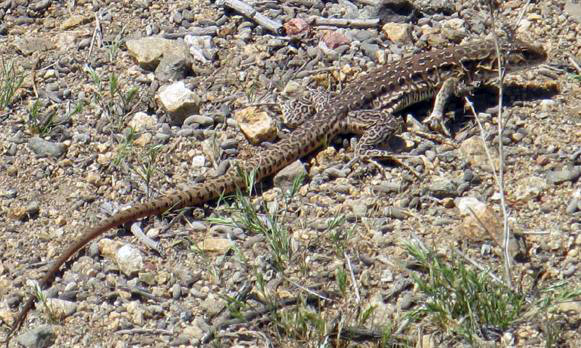
Callopistes maculatus o iguana chilena, el mayor lagarto presente en el parque.

- Iguana chilena (Callopistes maculatus) (o Callopistes palluma, como se le denominaba anteriormente) es la única especie de la familia de Teiidae (representada por muchas especies en toda Sudamérica) que vive en Chile. Con sus 50 cm de largo es el lagarto más grande que habita el parque y en Chile. Se alimenta cazando otras lagartijas menores, huevos y polluelos de aves menores, pequeñas crías de roedores y también insectos.
- Gruñidor de Álvaro (Pristidactylus alvaroi) Es un lagarto de cabeza grande, relativamente corpulento y de unos 20 cm de largo. Es ovíparo e insectívoro. Su piel es de color grisáceo con bandas café. Se lo ha registrado solamente en los robledales del Cerro El Roble (es endémico de esta zona, aunque emparentado con otras especies de la misma familia que habitan en Chile y Argentina).[76][78]

#### Culebras

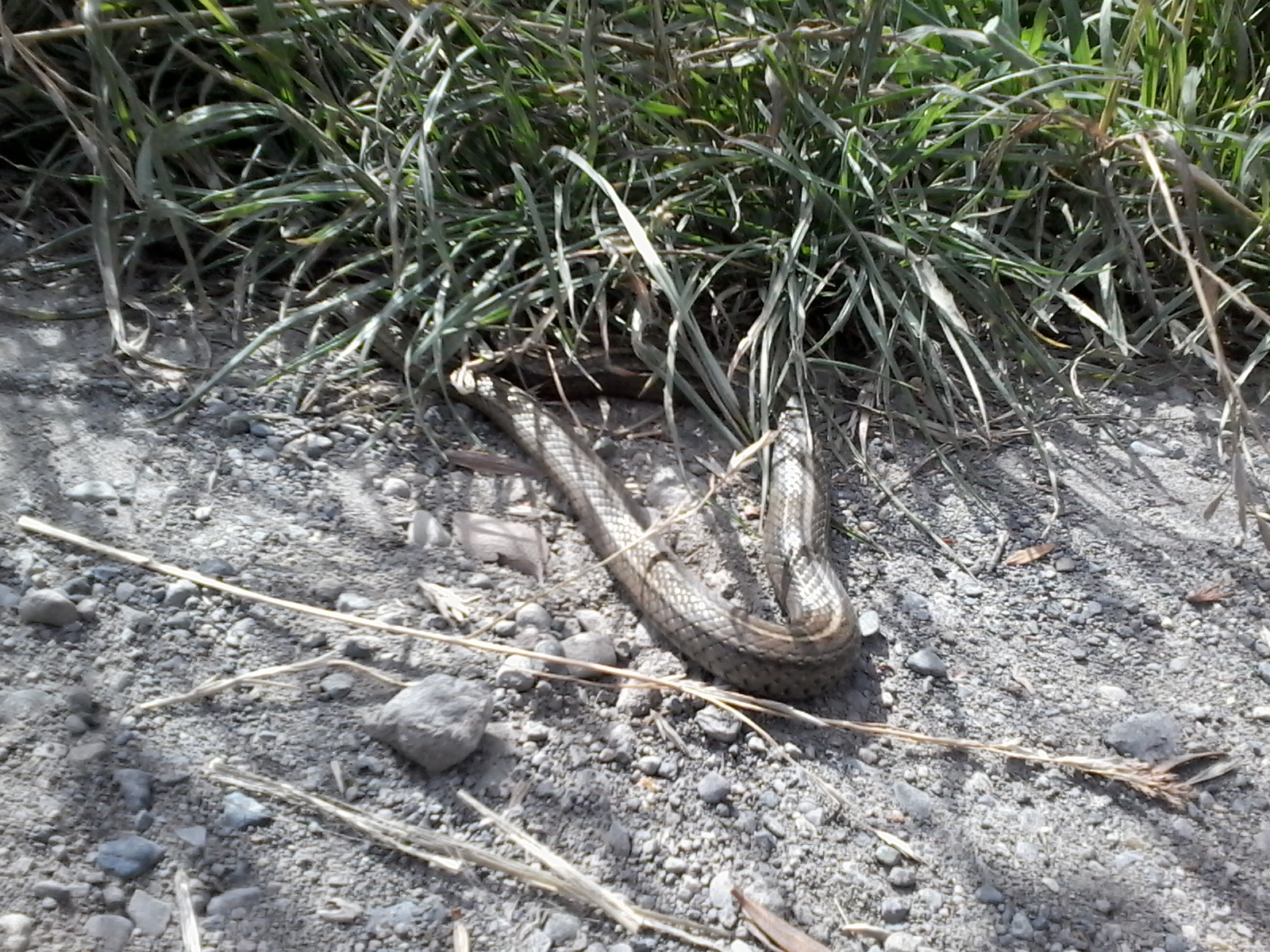
Culebra de cola corta, la segunda menor de las dos culebras chilenas, solo superada por la culebra peruana, también está presente en La Campana

En Chile hay solo siete especies de culebras y serpientes y dos de ellas pueden encontrarse en el parque. No tienen veneno mortal, la toxina es de baja potencia y solo presente en los dientes muy posteriores, de modo que en general una pequeña mordida de la culebra de cola larga quedará sin efectos dañinos para el hombre, mientras que la de cola corta solo causará pequeños dolores y fiebre. Poseen hábitos similares y sus depredadores son los mismos: las aves rapaces, quiques y zorros.
- Tachymenis chilensis Denominada localmente como «culebra de cola corta», tiene una longitud de hasta 70 cm. Se alimenta principalmente de pequeños anfibios e insectos.
- Philodryas chamissonis Conocida como culebra de cola larga, puede medir hasta 2 m. Además de insectos y anfibios incluye algunas aves y pequeños roedores en su dieta.